# 三菱自動車工業の車種一覧
三菱自動車工業の車種一覧（みつびしじどうしゃこうぎょうのしゃしゅいちらん）では、三菱自動車工業が販売する車種、および過去に販売していた車種について記述する。

## 日本国内向け現行車種
| 車種                         | 車種                         | 初登場年 | 現行型               | 現行型     | 現行車種の概要 | 生産工場                                                    |
| 車種                         | 車種                         | 初登場年 | 発表                 | 最新の改良 | 現行車種の概要 | 生産工場                                                    |
| ---------------------------- | ---------------------------- | -------- | -------------------- | ---------- | --- | ----------------------------------------------------------- |
| SUV                          |                              |          |                      |            | |                                                             |
| OUTLANDER                    | アウトランダー               | 2005年   | 2021年 （3代目）     | 2024年     | 日本では、3代目から「PHEV（プラグインハイブリッド）」専用車として発売。 3代目は、4代目エクストレイルとプラットフォームを共用。                                                                            | 1. 岡崎製作所 （愛知県） 2.GMMC （中国）                    |
| ECLIPSE CROSS                | エクリプスクロス             | 2018年   | 2018年               | 2020年     | 「RVR」と「アウトラウンダー」の中間に位置するクロスオーバーSUV。 エンジンは、日本仕様が1.5Lガソリンターボ及び2.4LのPHEV、欧州市場向けには2.4LのPHEVが設定される。                                         | 1. 岡崎製作所 （愛知県） 2.GMMC （中国） 3.HPE （ブラジル） |
| ピックアップ                 |                              |          |                      |            | |                                                             |
| TRITON L200                  | トライトン                   | 2005年   | 2024年 （3代目）     |            | グローバル市場で「アウトランダー」に次ぐ販売台数を記録するピックアップトラック。 3代目は、2023年7月に「タイ」での販売を皮切りに 世界中に投入予定であることが発表されている。 海外には「L200」として販売。 | 1.MMTh （タイ） 2.HPE （ブラジル）                          |
| ミニバン                     |                              |          |                      |            | |                                                             |
| DELICA D:5                   | デリカD:5                    | 2007年   | 2007年 （通算5代目） | 2023年     | 全車、ディーゼルエンジンを搭載。 （2019年まではガソリンエンジン車もラインナップされていた） 「スタンダ―ド」シリーズとエアロパーツ採用の「アーバンギア」シリーズの2シリーズ構成。                          | パジェロ製造 （岐阜県）→ 岡崎製作所 （愛知県）              |
| コンパクトカー               |                              |          |                      |            | |                                                             |
| DELICA D:2 DELICA D:2 CUSTOM | デリカD:2/ デリカD:2カスタム | 2011年   | 2020年 （3代目）     | 2025年     | スズキからのOEM供給を受けて販売する車種で、ベース車両はソリオおよびソリオ バンディット。 1.2Lエンジンをベースとしたマイルドハイブリッドを搭載。                                                           | スズキ 相良工場 （静岡県）                                  |
| 軽自動車                     |                              |          |                      |            | |                                                             |
| eK X EV                      | eKクロスEV                   | 2022年   | 2022年               | 2024年     | 日産自動車と共同開発 サクラは兄弟車 | 水島製作所 （岡山県）                                       |
| eK X                         | eKクロス                     | 2019年   | 2019年               | 2024年     | 4代目eKワゴンをベースとしたSUVテイストのクロスオーバーモデル。 | 水島製作所 （岡山県）                                       |
| eK wagon                     | eKワゴン                     | 2001年   | 2019年 （4代目）     | 2024年     | 日産自動車と共同開発 デイズは兄弟車 | 水島製作所 （岡山県）                                       |
| DELICA mini                  | デリカミニ                   | 2023年   | 2023年               | 2024年     | eKクロス スペースをベースとしたSUVテイストのクロスオーバーモデル。 | 水島製作所 （岡山県）                                       |
| eK SPACE                     | eKスペース                   | 2014年   | 2020年 （2代目）     | 2024年     | 日産自動車と共同開発 ルークスは兄弟車 | 水島製作所 （岡山県）                                       |
| TOWN BOX                     | タウンボックス               | 1999年   | 2015年 (3代目)       | 2024年     | スズキからのOEM供給を受けて販売する車種で、ベース車両はエブリイワゴン。 ベース車両に存在する「ロールーフ」の設定がなく、全車が「ハイルーフ」ボディを採用している。                                        | スズキ 磐田工場 （静岡県）                                  |
| 商用車                       |                              |          |                      |            | |                                                             |
| MINICAB VAN                  | ミニキャブ バン              | 1968年   | 2015年               | 2024年     | スズキからのOEM供給を受けて販売する軽自動車規格の商用バン。 ベース車両はエブリイ。 | スズキ 磐田工場 （静岡県）                                  |
| MINICAB EV L100 EV           | ミニキャブEV                 | 2011年   | 2011年               | 2023年     | i-MiEVの技術を活用した電気自動車。 | 1.水島製作所 （岡山県） 2.MMKI                              |
| MINICAB TRUCK                | ミニキャブ トラック          | 1966年   | 2014年               | 2024年     | スズキからのOEM供給を受けて販売する軽自動車規格のトラック。 ベース車両はキャリイ。 | スズキ 磐田工場 （静岡県）                                  |

## 日本国外販売車種
| 車種                    | 車種                               | 初登場年 | 現行型           | 現行型     | 現行車種の概要 | 生産工場                                                                                    |
| 車種                    | 車種                               | 初登場年 | 発表             | 最新の改良 | 現行車種の概要 | 生産工場                                                                                    |
| ----------------------- | ---------------------------------- | -------- | ---------------- | ---------- | --- | ------------------------------------------------------------------------------------------- |
| SUV                     |                                    |          |                  |            | |                                                                                             |
| PAJERO SPORT            | パジェロスポーツ/ モンテロスポーツ | 1996年   | 2015年 （3代目） | 2024年     | 日本でも販売された「チャレンジャー」の系譜を引き継ぐSUV。 先代（2代目）トライトンをベースとしたラダーフレームのシャシーを採用する。エンジンは仕向地により、V6 3.0Lガソリンや2.4Lまたは 2.5Lのディーゼルターボを搭載。 車名は一部海外市場向けには「モンテロスポーツ」、英国のみ「ショー グンスポーツ」として販売されている。                                                                            | 1.PCMA-Rus 2.MMKI 3.MMTh                                                                    |
| XFORCE OUTLANDER SPORT  | エクスフォース                     | 2023年   | 2023年           |            | アジア市場の戦略車として開発されたクロスオーバーSUV。 | 1.MMKI 2.MMTh                                                                               |
| DESTINATOR              | デスティネーター                   | 2025年   | 2025年           |            | アジア市場の戦略車として開発された3列/7人乗りのクロスオーバーSUV。 | MMKI                                                                                        |
| ASX                     | ASX                                | 2010年   | 2023年 （2代目） | 2024年     | 元々は欧州等で使用されていたRVRのペットネーム。 現在はルノー・キャプチャーのOEMモデル。 欧州専売車。 | スペイン                                                                                    |
| RVR ASX OUTLANDER SPORT | RVR                                | 1991年   | 2010年 （3代目） | 2024年     | アウトランダー、トライトンに次ぐ販売台数を稼ぐコンパクトSUV。 日本で販売されていた「RVR」は1.8L SOHCエンジンのみ。 北米市場は「アウトランダー スポーツ」の名称で2.4L DOHCを搭載。 欧州・中国・オセアニアには「ASX」として販売。 欧州市場では1.6Lガソリンと、グループPSAから供給を受ける1.6Lディーゼルターボの2種を搭載していた。 2024年4月末を以て国内向け生産終了済み。現在は北米等で販売されている。 | 1. 岡崎製作所 （愛知県） 2. 水島製作所 （岡山県） 3.広汽三菱汽車 有限公司 （中国）          |
| OUTLANDER               | アウトランダー                     | 2005年   | 2012年 （2代目） | 2023年     | 世界初の4WDプラグインハイブリッドを搭載したSUV。 現在は台湾でのみ販売されている。 | 1. 岡崎製作所 （愛知県） 2.広汽三菱汽車 （中国） 3. PCMA-Rus （ロシア） 4.中華汽車 （台湾） |
| MPV                     |                                    |          |                  |            | |                                                                                             |
| XPANDER                 | エクスパンダー                     | 2017年   | 2017年           | 2021年     | アジア市場の戦略車として開発された3列/7人乗りのクロスオーバーMPV。 エンジンは1.5Lの自然吸気ガソリンのみで、5MTまたは4ATが選択可能。 日産自動車にもOEM供給され、日産名は「リヴィナ」（2代目）を名乗る。 | 1.MMKI 2.MMTh 3.MMV                                                                         |
| XPANDER CROSS           | エクスパンダークロス               | 2019年   | 2019年           | 2022年     | エクスパンダーの最上位モデル。車高を20mm高め、SUV風のデザインとなっている。 | 1.MMKI 2.MMTh                                                                               |
| コンパクトカー          |                                    |          |                  |            | |                                                                                             |
| MIRAGE                  | ミラージュ                         | 1978年   | 2012年 （6代目） | 2022年     | 「先進国における環境対応車」と「新興国におけるエントリーカー」というニーズを両立させるべく開発されたBセグメントクラスの5ドアハッチバック。 日本市場向けは直3 1.2Lエンジンを搭載したタイ生産モデルを販売。 また、欧州市場向けは大半の地域で「スペーススター」の名称で販売されている。 2022年12月に日本販売向けの生産終了を発表。                                                                        | 1.MMTh 2.MMPC                                                                               |
| COLT                    | コルト                             | 1978年   | 2023年 （7代目） |            | 元々は欧州等で使用されていたミラージュのペットネーム。 現在は5代目クリオ（日本名ルーテシア）のOEMモデル。 欧州専売車。 | トルコ                                                                                      |
| セダン                  |                                    |          |                  |            | |                                                                                             |
| ATTRAGE MIRAGE G4       | アトラージュ/ ミラージュG4         | 2013年   | 2013年           | 2019年     | 6代目ミラージュをベースとしたノッチバックの4ドアセダン。 アジア市場および欧州の一部地域では「アトラージュ」、 北米市場では「ミラージュG4」として販売。 | 1.MMTh 2.MMPC                                                                               |
| ステーションワゴン      |                                    |          |                  |            | |                                                                                             |
| COLT PLUS               | コルトプラス                       | 2004年   | 2004年           | 2020年     | コルトをベースにリアを300mm延ばしたモデル。2012年まで日本でも販売されていた。 2017年にダイナミックシールドを与えられ、2020年にボディサイズを若干変更されている。 | 1.岡崎製作所 （愛知県） 2.中華汽車                                                          |
| トラック/バン           |                                    |          |                  |            | |                                                                                             |
| COLT L300 L300          | L300                               | 1968年   | 1979年 2代目     | 2019年     | 東南アジア市場で根強い人気を誇る2代目デリカトラック。 4N14型2.3Lのディーゼルターボエンジンを搭載(インタークーラーレス)。 | 1.MMKI 2.MMPC                                                                               |
| DELICA 得利卡           | 得利卡                             | 1968年   | 1986年 3代目     | 2020年     | 台湾でのみ販売が継続されている3代目デリカ。 バン及びトラックの2モデルが販売されている。 4G69型2.4Lのガソリンエンジンを搭載し6速MT及び5速ATが選択できる。 | 中華汽車                                                                                    |

## 今後の車種展開

### メーカーより今後発売が公表されている車種
- グランディス[20]
- エクリプスクロス(2代目)

## 過去の販売車種

### 日本国内
| - A型（1919年 - 1921年） - みずしま → レオ（1946年 - 1962年） - ジープ（ジープ CJ）（1949年 - 2001年） - ヘンリーJ（1950年 - 1953年） - ジュピター/ジュピタージュニア（1959年 - 1970年） - 500（1960年 - 1962年） - ローザ（1960年 - 1963年） 現在は三菱ふそう製。 - 360（1961年 - 1972年） - コルト600（1962年 - 1965年） - コルト1000 → コルト1100 → コルト1200 → コルト1500（1963年 - 1970年） - コルト800 → コルト1000F → コルト1100F → コルト11F（1965年 - 1971年） - コルト（2002年 - 2013年） - コルトプラス（2004年 - 2012年） - コルトRALLIART Version-R（2006年 - 2012年） - ミニカセダン（1962年 - 2007年） - ※ミニカ・アミ55（→ミニカ・アミL）を含む - ミニカバン（1969年 - 2011年） - ※ミニカ・エコノを含む - ミニカスキッパー（1971年 - 1974年） - ミニカトッポ（1990年 - 1998年） - トッポBJ（1998年 - 2005年） - トッポBJワイド（1999年 - 2001年） - トッポ（2008年 - 2014年） - ピスタチオ（1999年 - 2000年） - デボネア（1964年 - 1999年） - デリカトラック（マツダ・ボンゴ）（1968年 - 2011年） - デリカバン（マツダ・ボンゴ/日産・NV200バネット）（1969年 - 2019年） - デリカスペースギア（1994年 - 2007年） - デリカカーゴ（マツダ・ボンゴブローニイ）（1994年 - 2010年） - デリカD:3（日産・NV200バネット）（2011年 - 2019年） - コルトギャラン/ギャラン（1969年 - 2013年） - ギャランGTO（1970年 - 1977年） - ギャランクーペFTO（1971年 - 1975年） - ギャランΣ（1976年 - 1990年） - ギャランΛ（1976年 - 1984年） - ギャランスポーツ（1994年 - 1996年） - ギャランフォルティス（2007年 - 2015年） - ギャランフォルティススポーツバック（2008年 - 2015年） - ランサー（1973年 - 1979年、1988年 - 2000年、2003年 - 2010年） - ランサーバン→ランサーカーゴ（日産・AD）（1973年 - 2019年） - ランサーセレステ（1975年 - 1982年） - ランサーEX（1979年 - 1987年） - ランサーフィオーレ（1982年 - 1988年） - ランサーワゴン（1985年 - 1992年、2003年 - 2007年） - ランサーエボリューション（1992年 - 2016年） - ランサーエボリューションワゴン（2005年 - 2006年） - ランサーセディア（2000年 - 2003年） - ランサーセディアワゴン（2000年 - 2003年） - エテルナ（1978年 - 1996年） - エテルナΛ（1978年 - 1984年） - エテルナΣ（1978年 - 1990年） - エテルナSAVA（1988年 - 1992年） - L200（1978年 - 1999年）（2006年 - 2011年） - フォルテ（1978年 - 1986年） - ストラーダ（1986年 - 2008年） - トライトン（2006年 - 2011年）(初代) - コルディア（1982年 - 1987年） - トレディア（1982年 - 1987年） - ミニキャブエステート（1982年 - 1989年） - ブラボー（1989年 - 1999年） - タウンボックスワイド（1999年 - 2001年） - ミニキャブMiEVバン（2011年 - 2021年） - ミニキャブMiEVトラック（2013年 - 2017年） - スタリオン（1982年 - 1990年） - パジェロ（1982年 - 2019年） - パジェロミニ（1994年 - 2013年） - パジェロジュニア（1995年 - 2000年） - パジェロエボリューション（1997年 - 2008年） - パジェロイオ/パジェロTR4（1998年 - 2007年） - シャリオ（1983年 - 1997年） - シャリオグランディス/サブリン（1997年 - 2003年） - グランディス（2003年 - 2011年） - マグナ（1988年 - 1993年） - ディアマンテ（1990年 - 2005年） - ディアマンテワゴン（1993年 - 2001年） - シグマ（1990年 - 1994年） - GTO（1990年 - 2001年） - リベロ（1992年 - 2000年） - リベロカーゴ（1992年 - 2003年） - エメロード（1992年 - 1996年） - FTO（1994年 - 2000年） - チャレンジャー（1996年 - 2001年） - レグナム（1996年 - 2002年） - カリスマ（1996年 - 2001年） - アスパイア（1998年 - 2003年） - ミラージュディンゴ（1999年 - 2002年） - ディオン（2000年 - 2006年） - プラウディア（ヒュンダイ・エクウス/日産・フーガ）（2000年 - 2016年） - ディグニティ（ヒュンダイ・エクウス/日産・シーマ）（2000年 - 2016年） - エアトレック（2001年 - 2009年） - eKスポーツ（2002年 - 2013年） - eKクラッシィ（2003年 - 2005年） - eKアクティブ（2004年 - 2006年） - eKカスタム（2013年 - 2019年） - i（2006年 - 2015年） - i-MiEV（軽自動車規格：2009年 - 2018年、小型登録車規格：2018年 - 2021年） - eKスペースカスタム（2014年 - 2020年） - eKクロススペース（2020年 - 2023年） |

#### 軍用車両
- 大型イ号車（1941年）
- 1/4t トラック（1953年 - 1972年）

### 海外

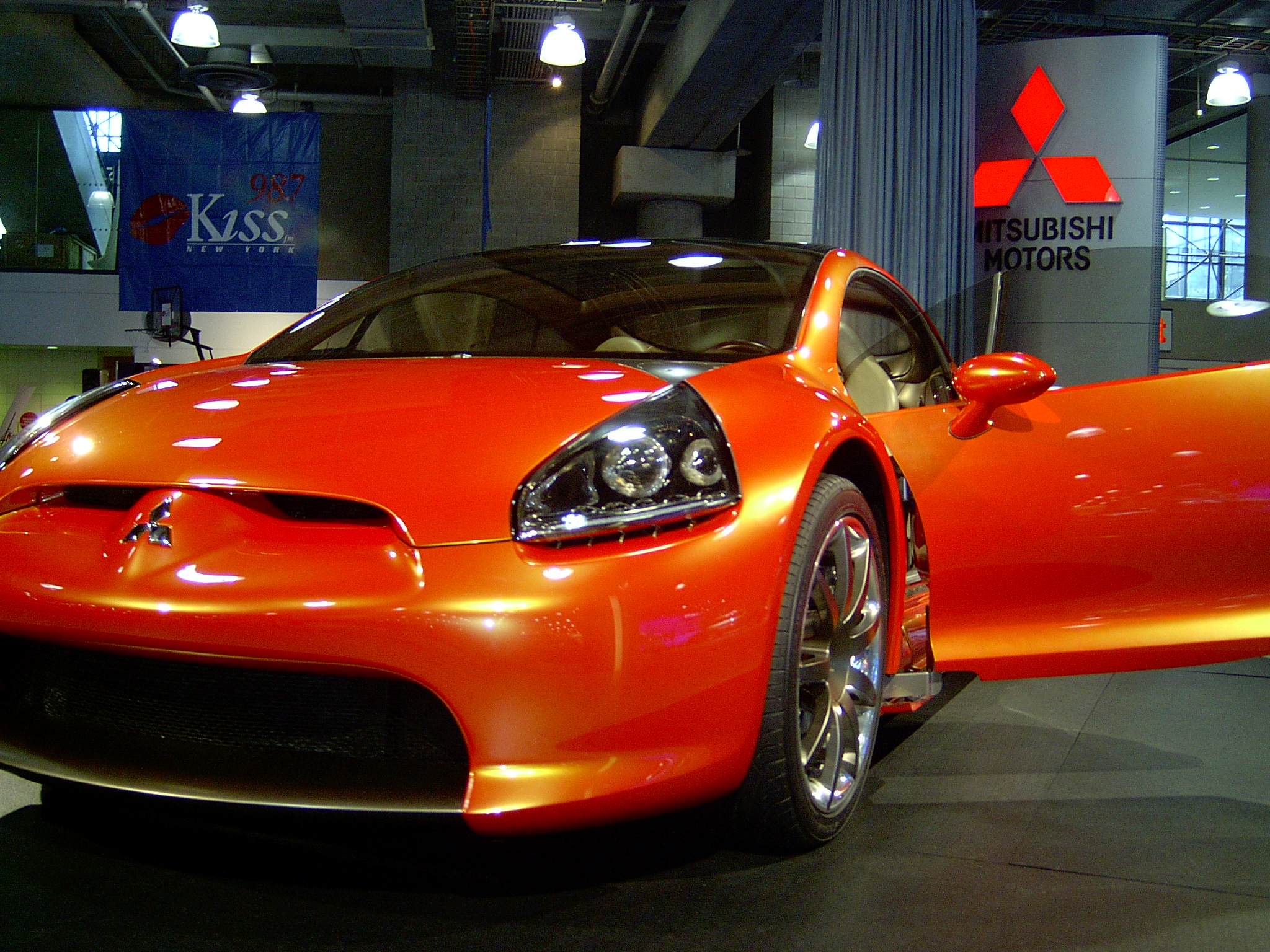
エクリプス（1989年 - 2012年）：2、3代目（スパイダーを含む）は日本にも導入していた。
- COLT T120SS （1991年 - 2019年）：インドネシア市場向け小型トラック。DA71系スズキ・キャリイがベース。
- フリーカ、クダ、ジョリー、アドベンチャー（1997年 - 2018年）：多目的車。東南アジア専用車種
- スペーススター（1998年 - 2005年）
- エンデバー（2003年 - 2012年）：「プロジェクトアメリカ」第一弾
- メイブン（2005年 - 2009年）：スズキ・APVのOEM車種。インドネシア専用
- レイダー（2005年 - 2009年）：ダッジ・ダコタのOEM車種。北米専用
- 380（2005年 - 2008年）：オーストラリア生産のギャラン
- コルトCZC（コルトクーペカブリオレ）海外専用
- ジンガー（2005年 - 2015年）：台湾と中国で製造されていた多目的車。現在は中華汽車ブランドのみで販売。
- グランドランサー（2017年 - 2024年）：「ギャランフォルティス」をベースに大幅改良を加えたセダン。台湾で製造及び販売。
- エクスプレス（2019年 - 2022年）：ルノー・トラフィックのOEM。オセアニア市場のみでの販売。
- エアトレック（2022年 - 2023年）：広汽三菱汽車が発表した中国国内向け電動車。中国市場撤退に伴い生産終了。

## コンセプトカー

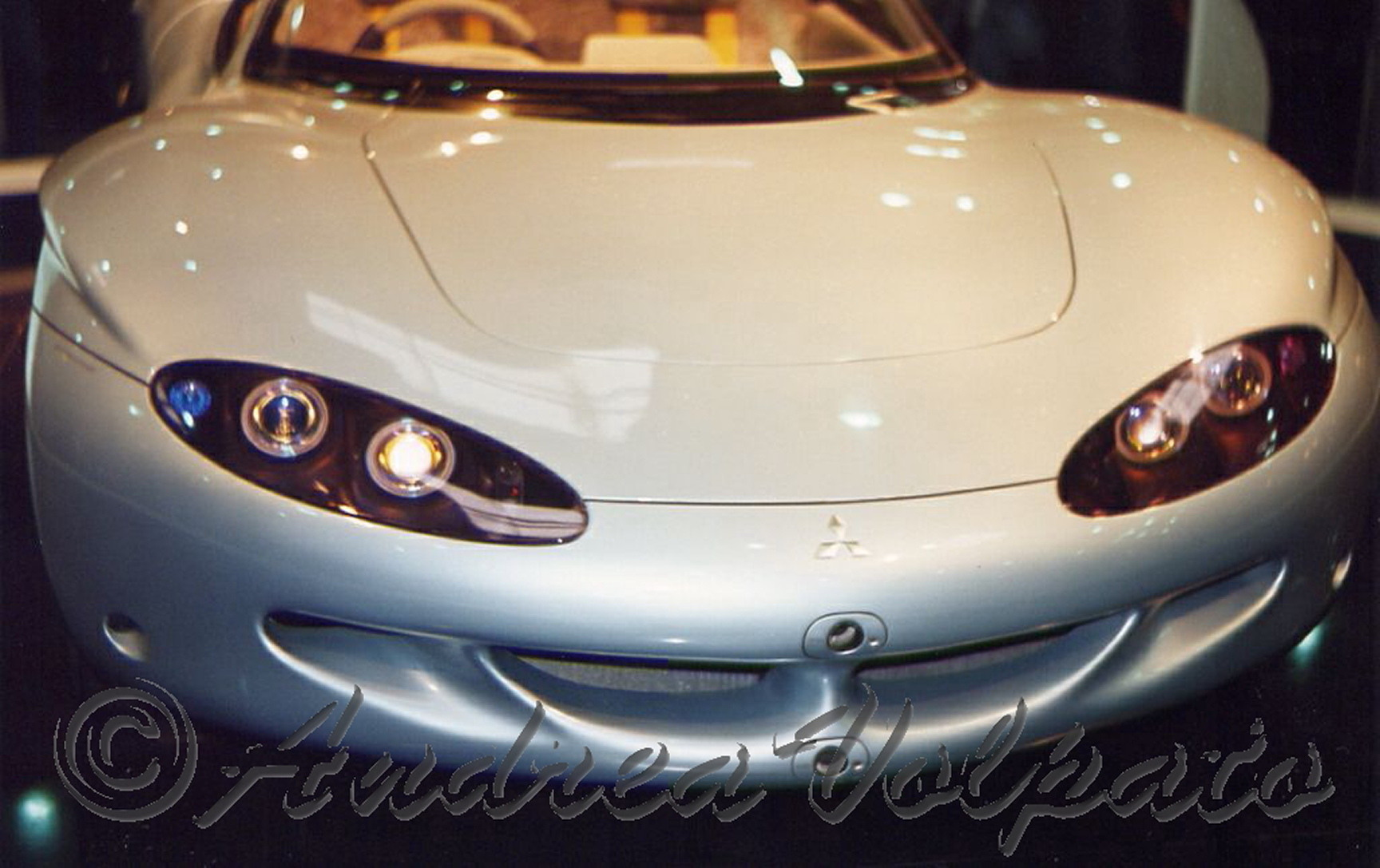
HSR-III

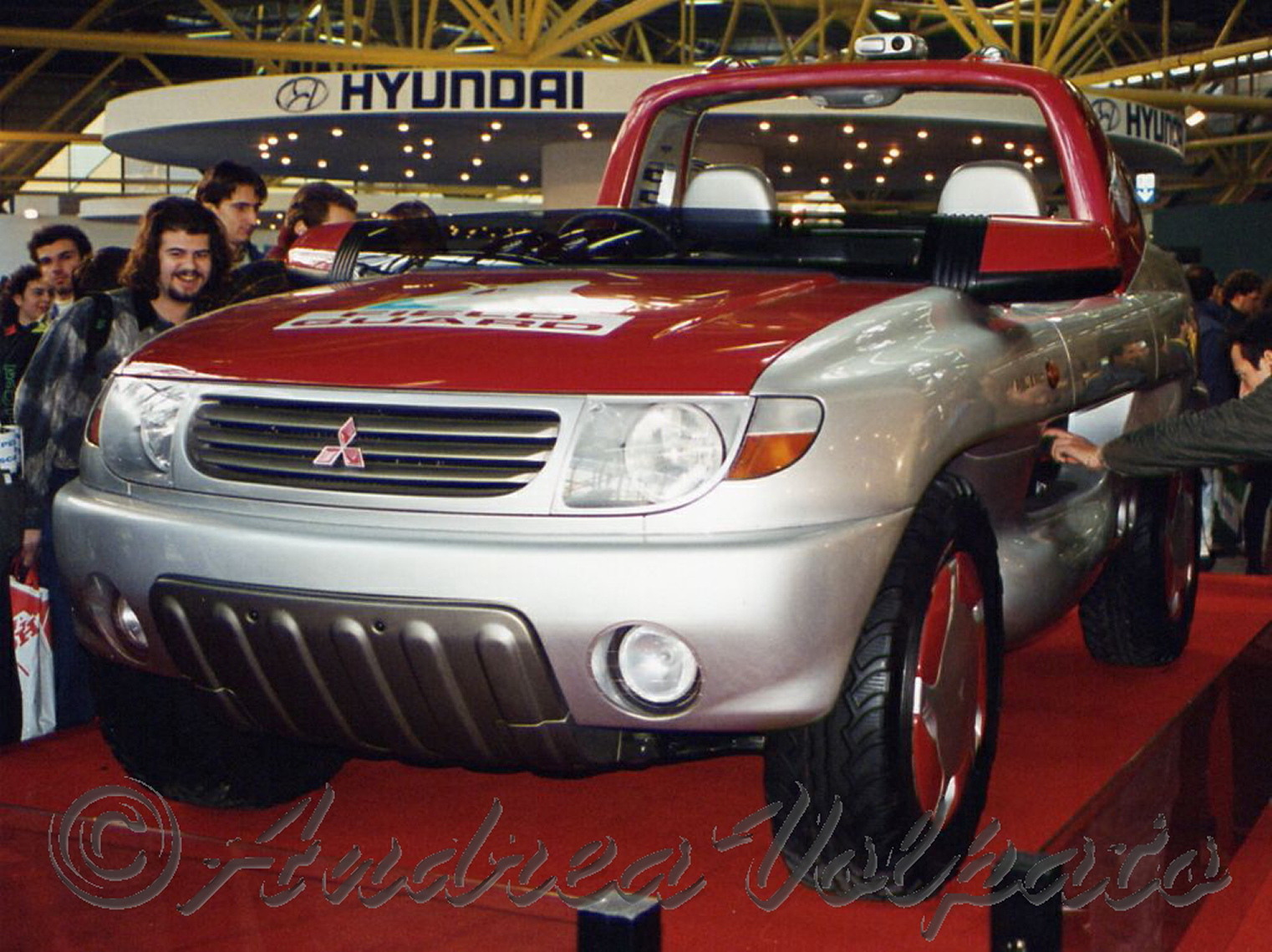
パジェロフィールドガード

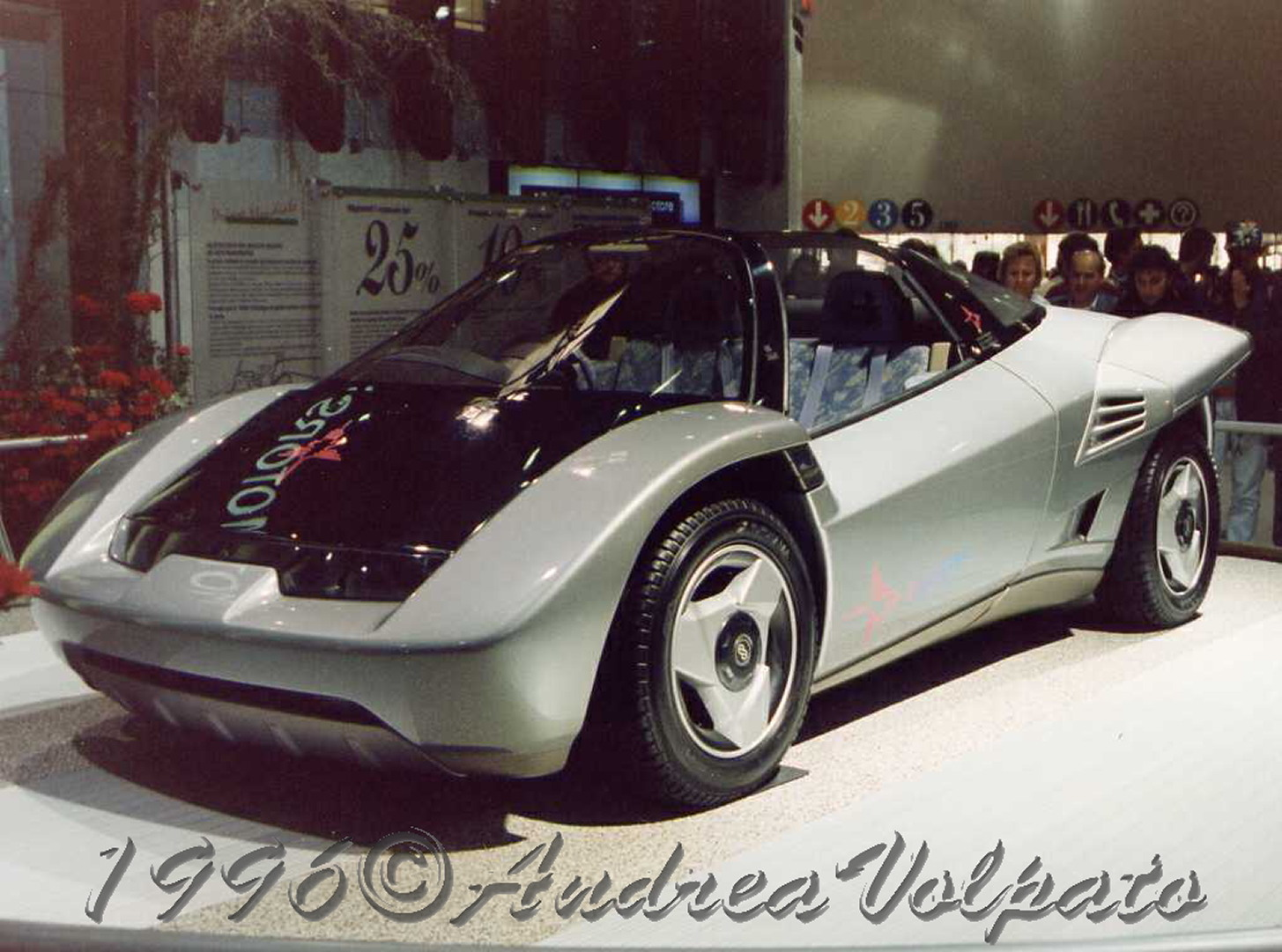
HSR-V
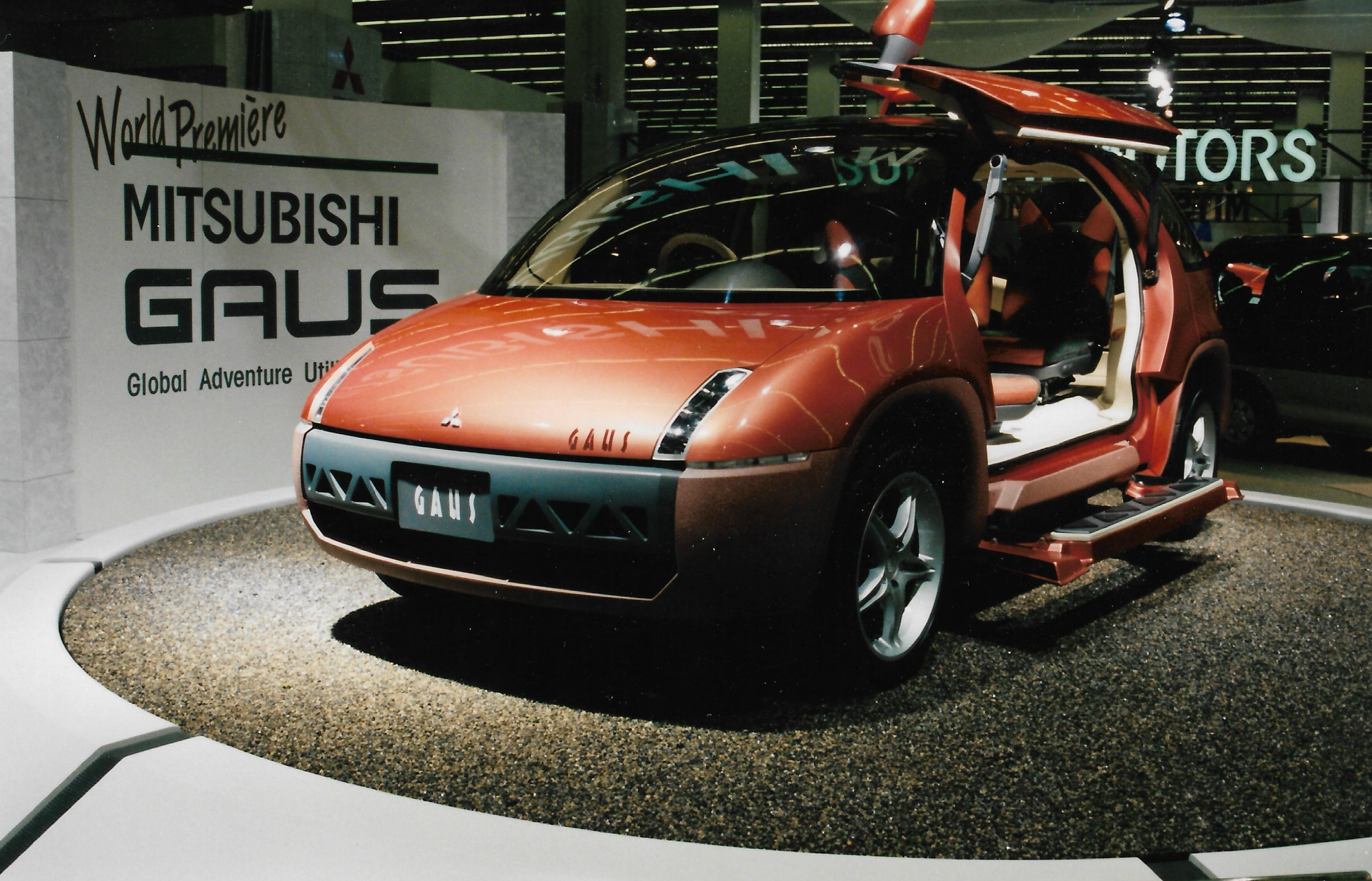
ガウス

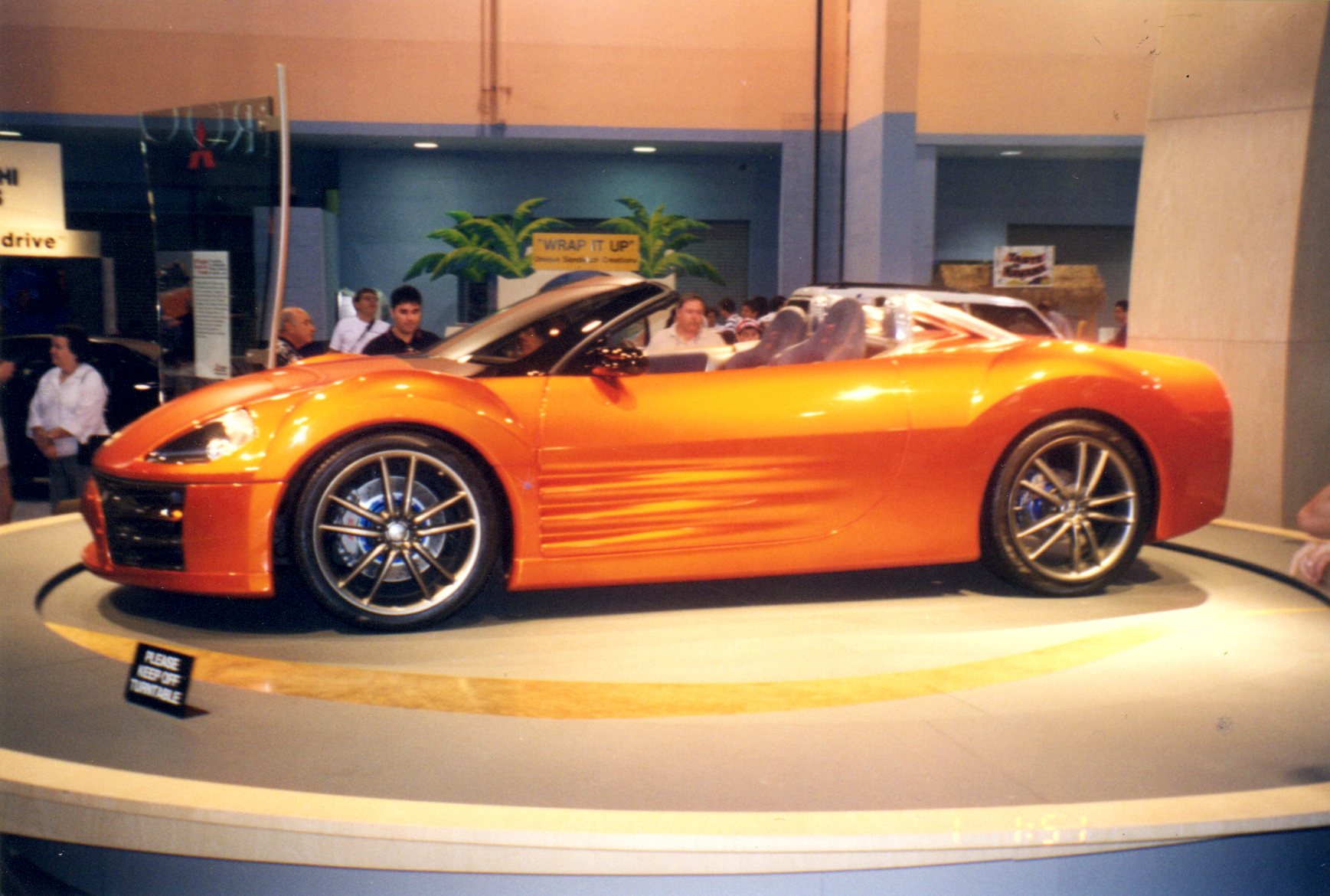
SST

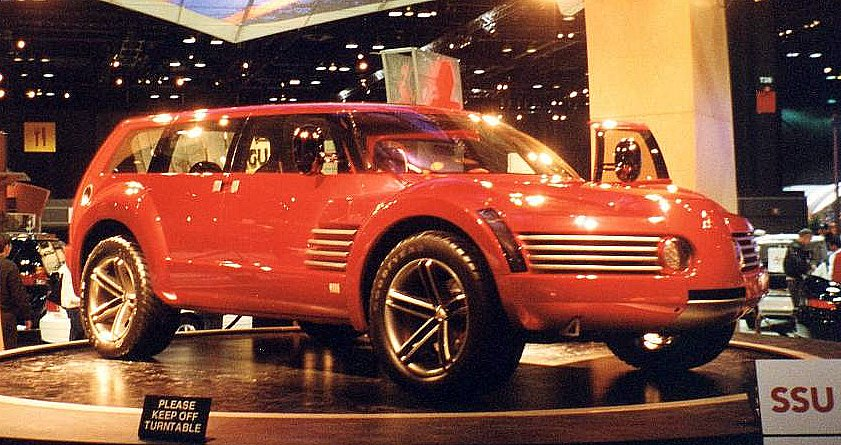
SSU

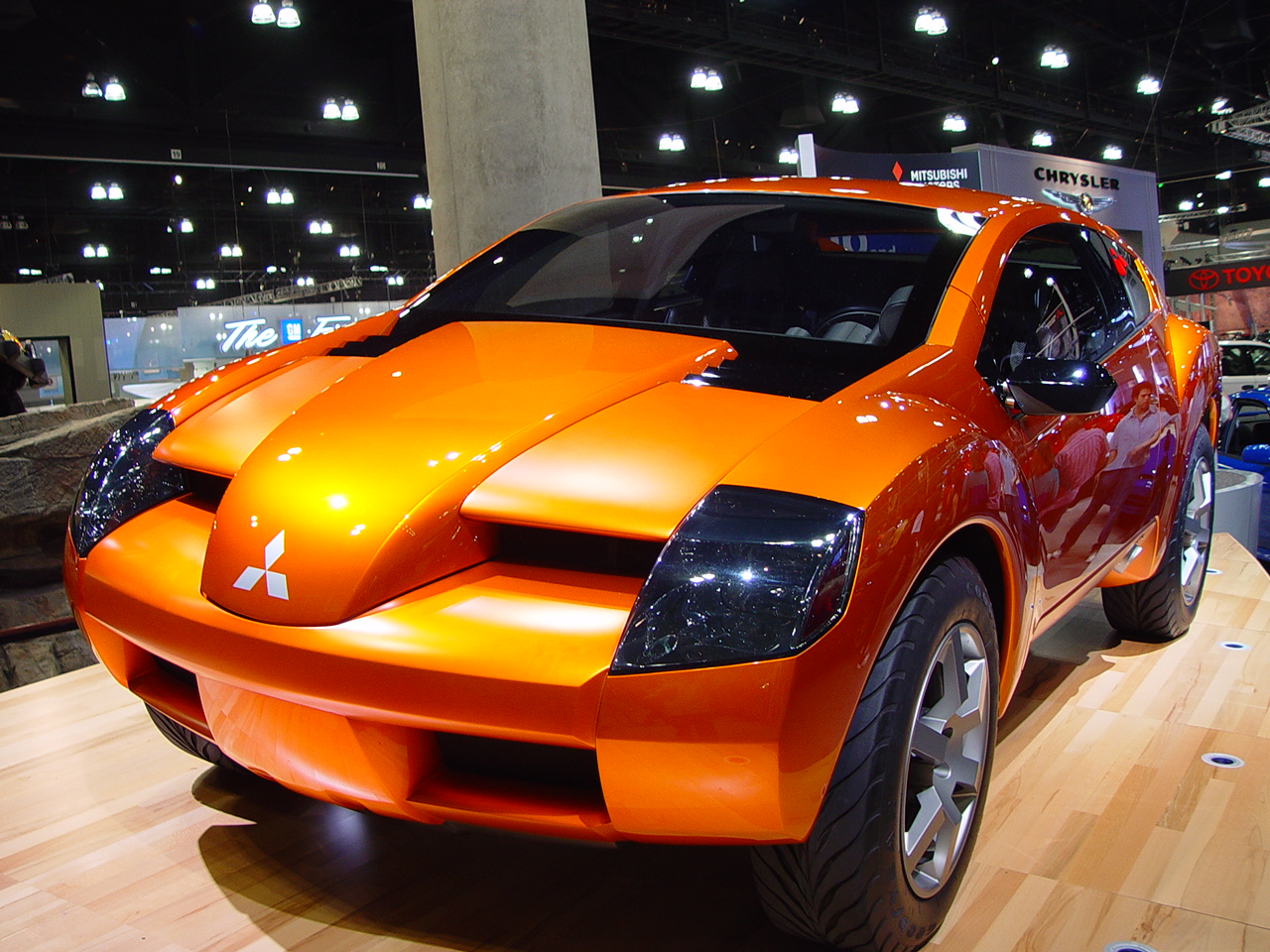
RPM 7000
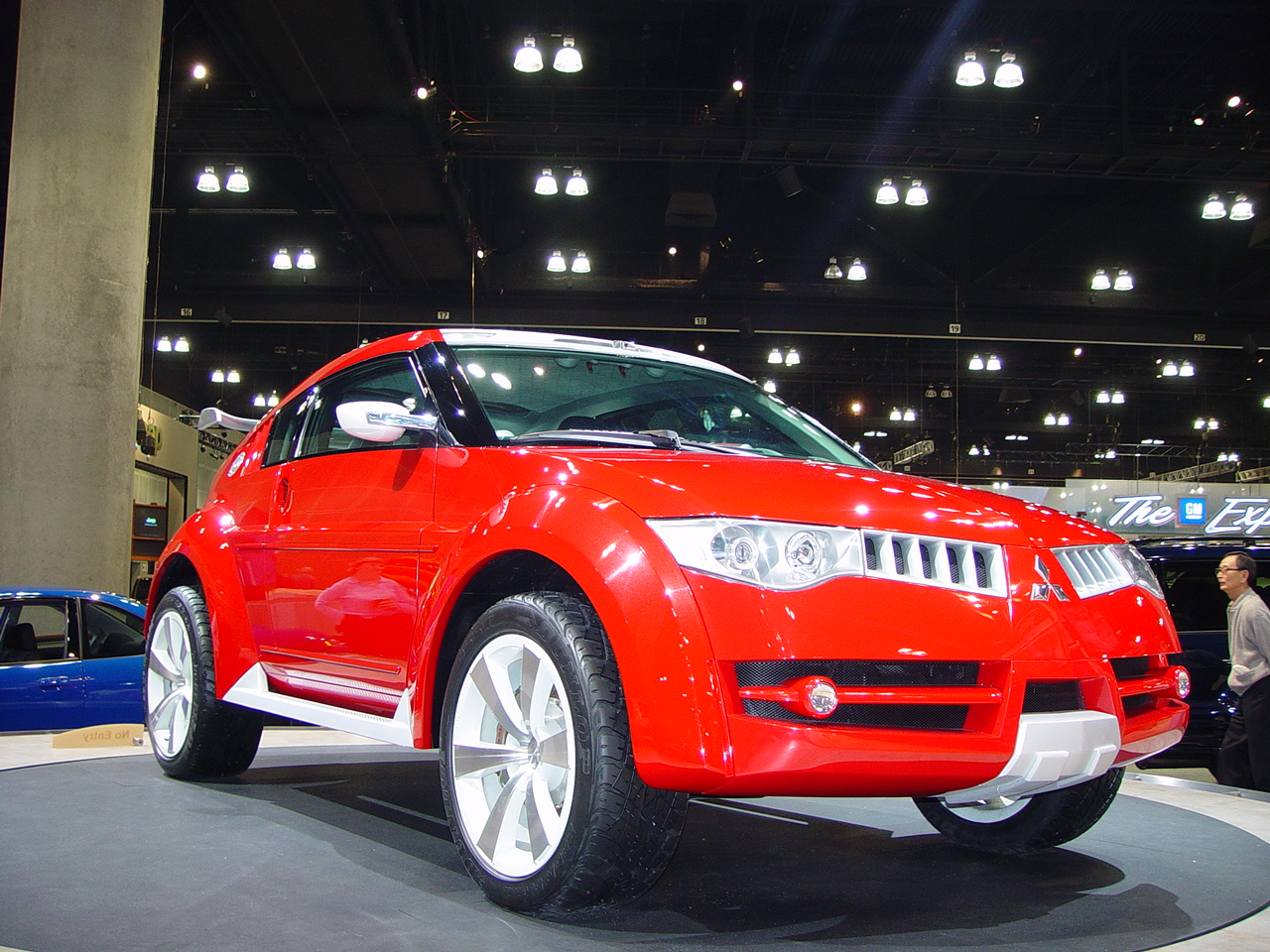
パジェロエボリューション

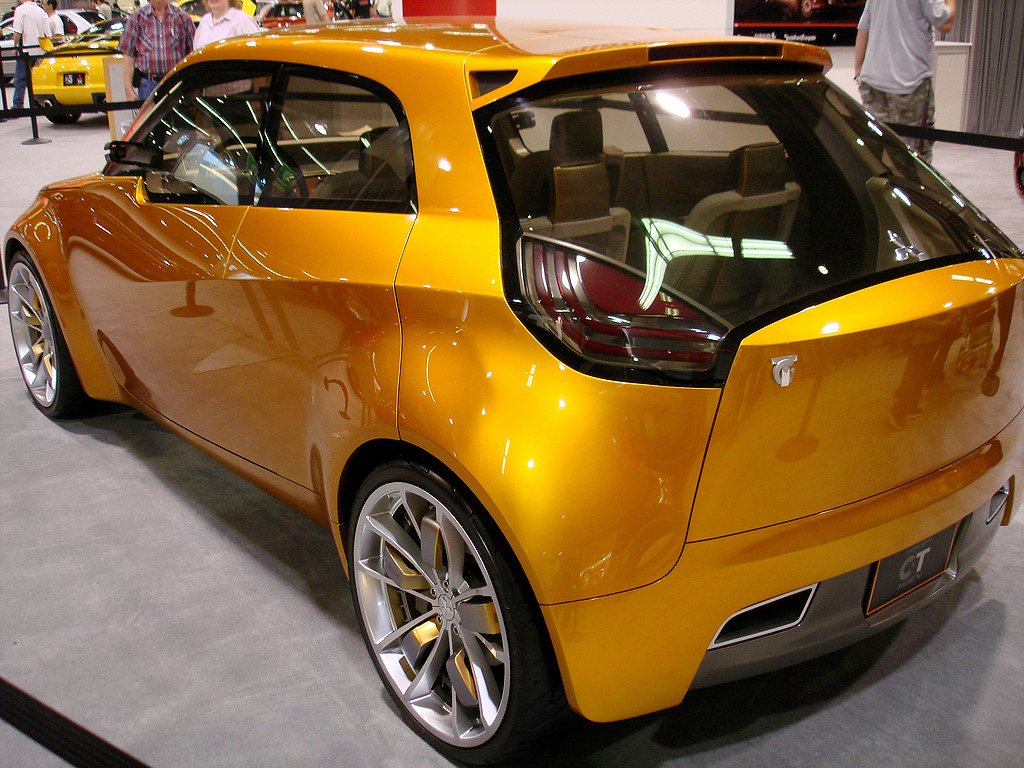
コンセプトCT
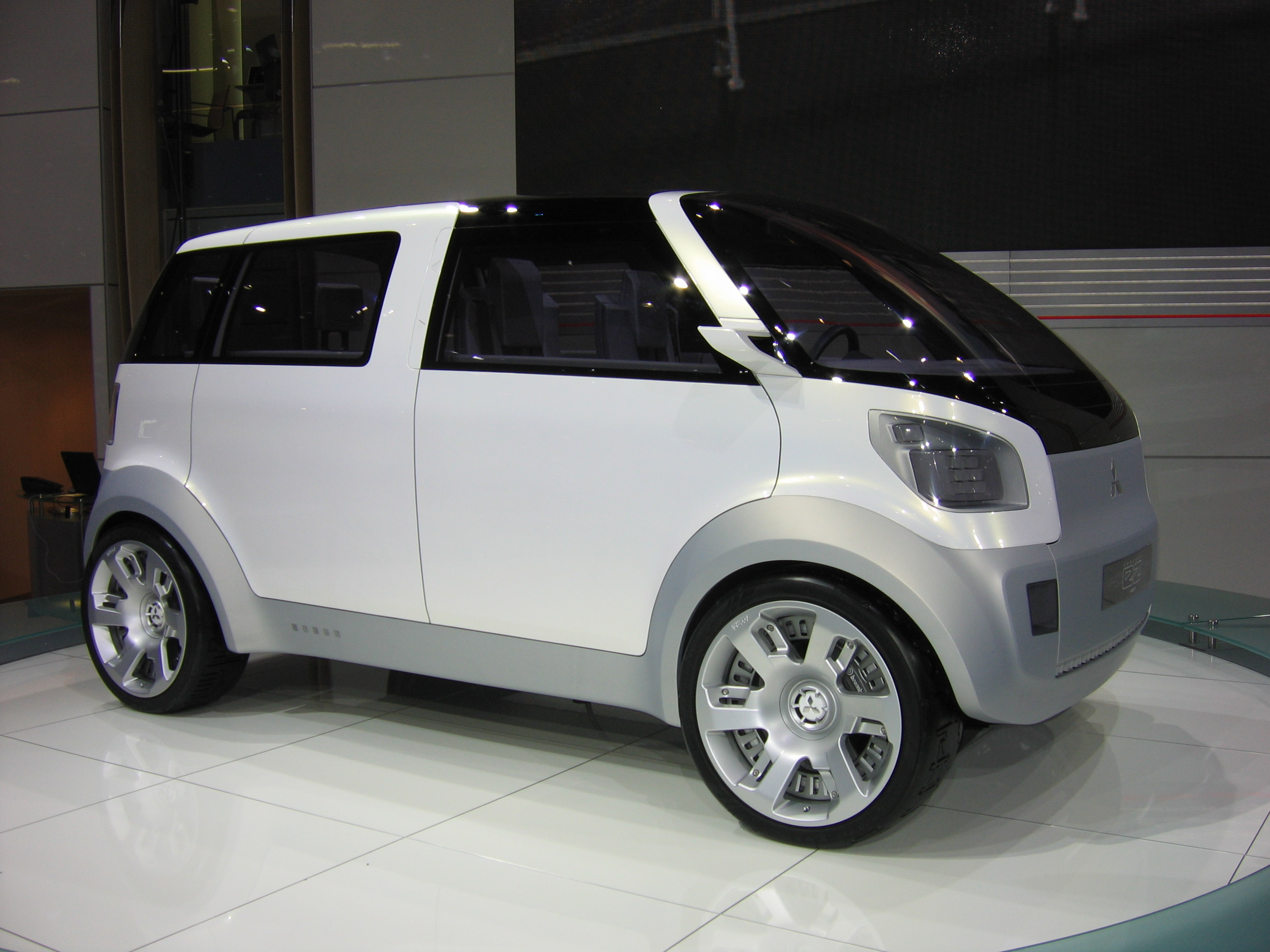
コンセプトEZ

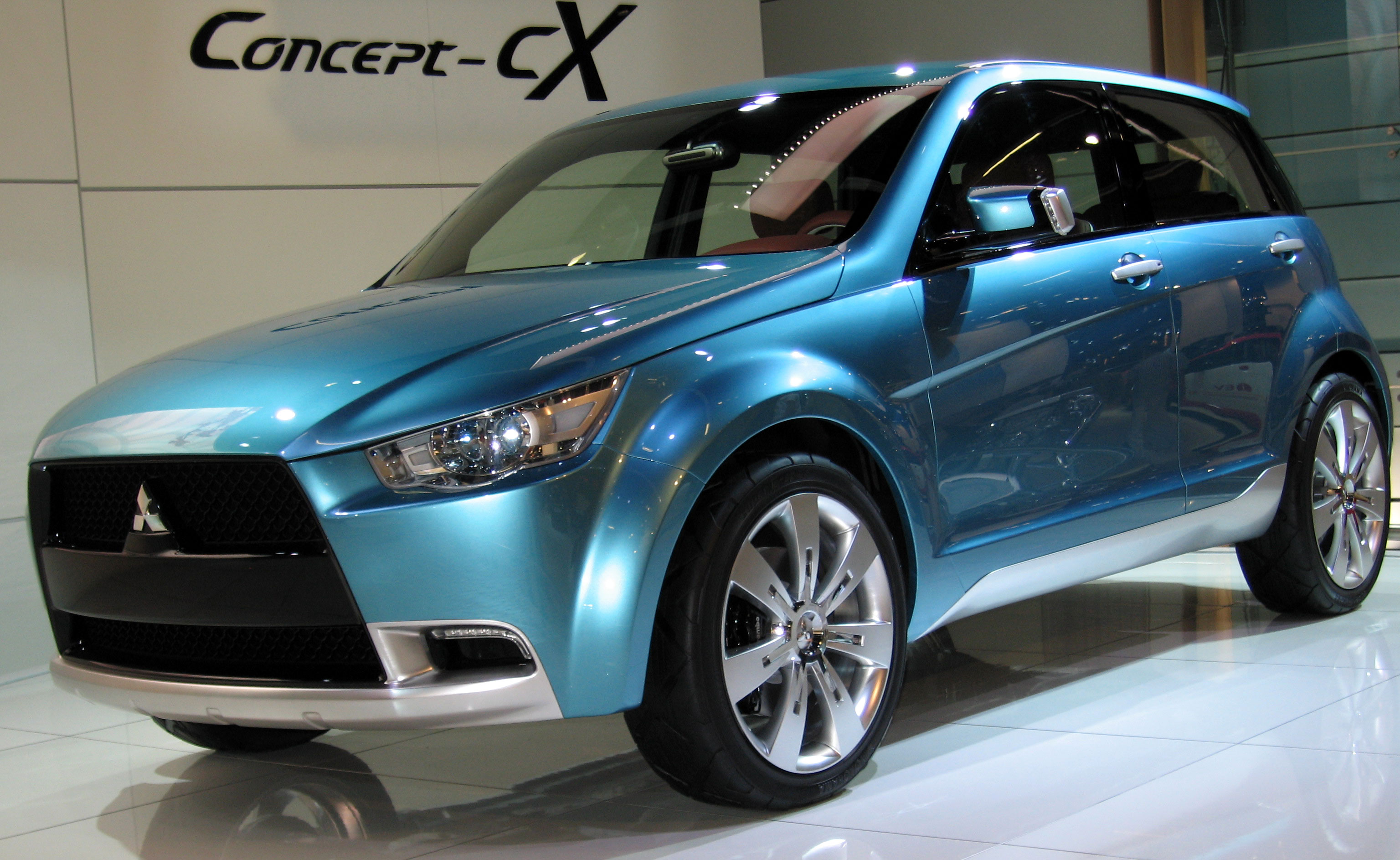
コンセプトcX
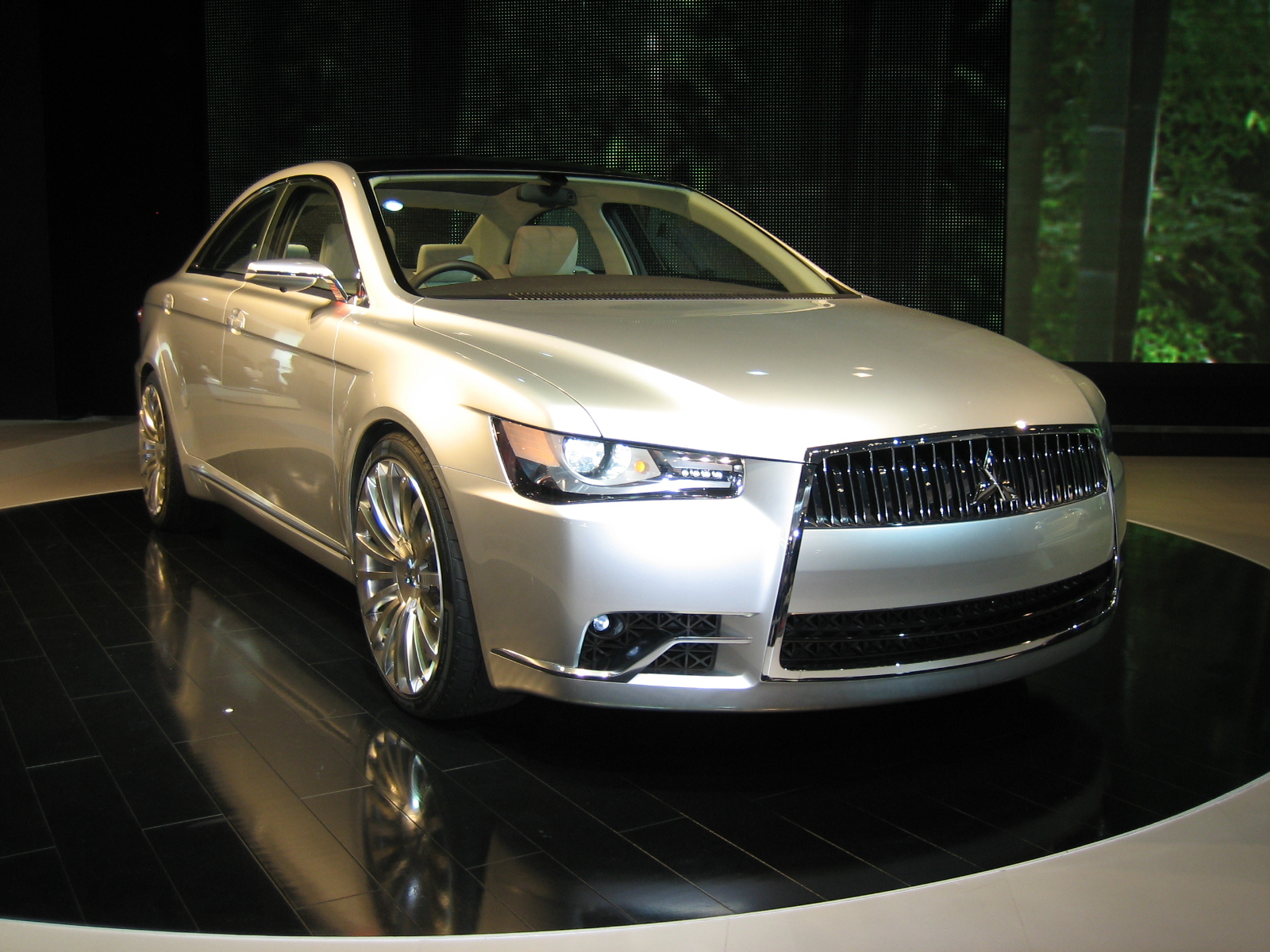
コンセプトZT
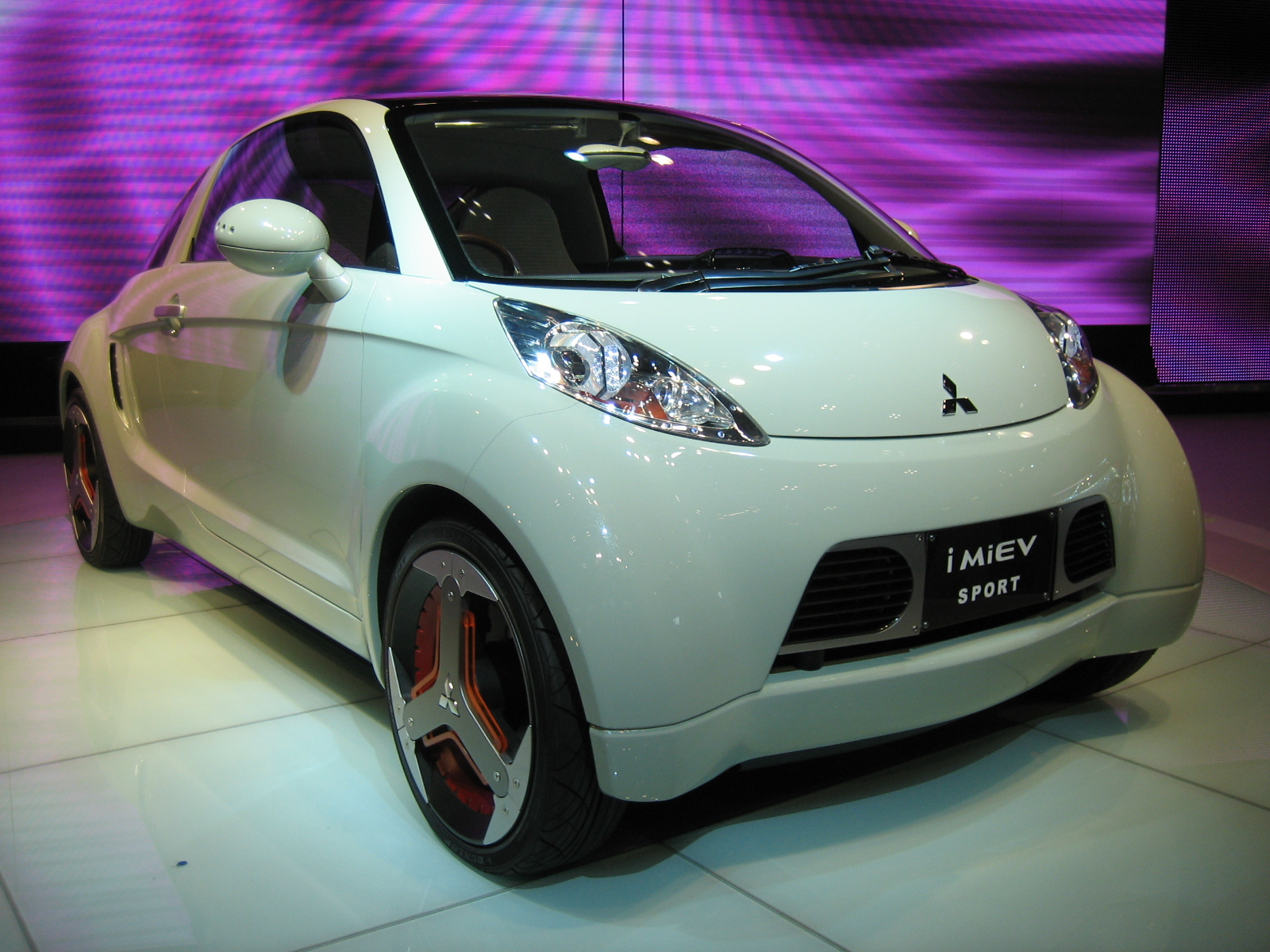
i-MiEVスポーツ

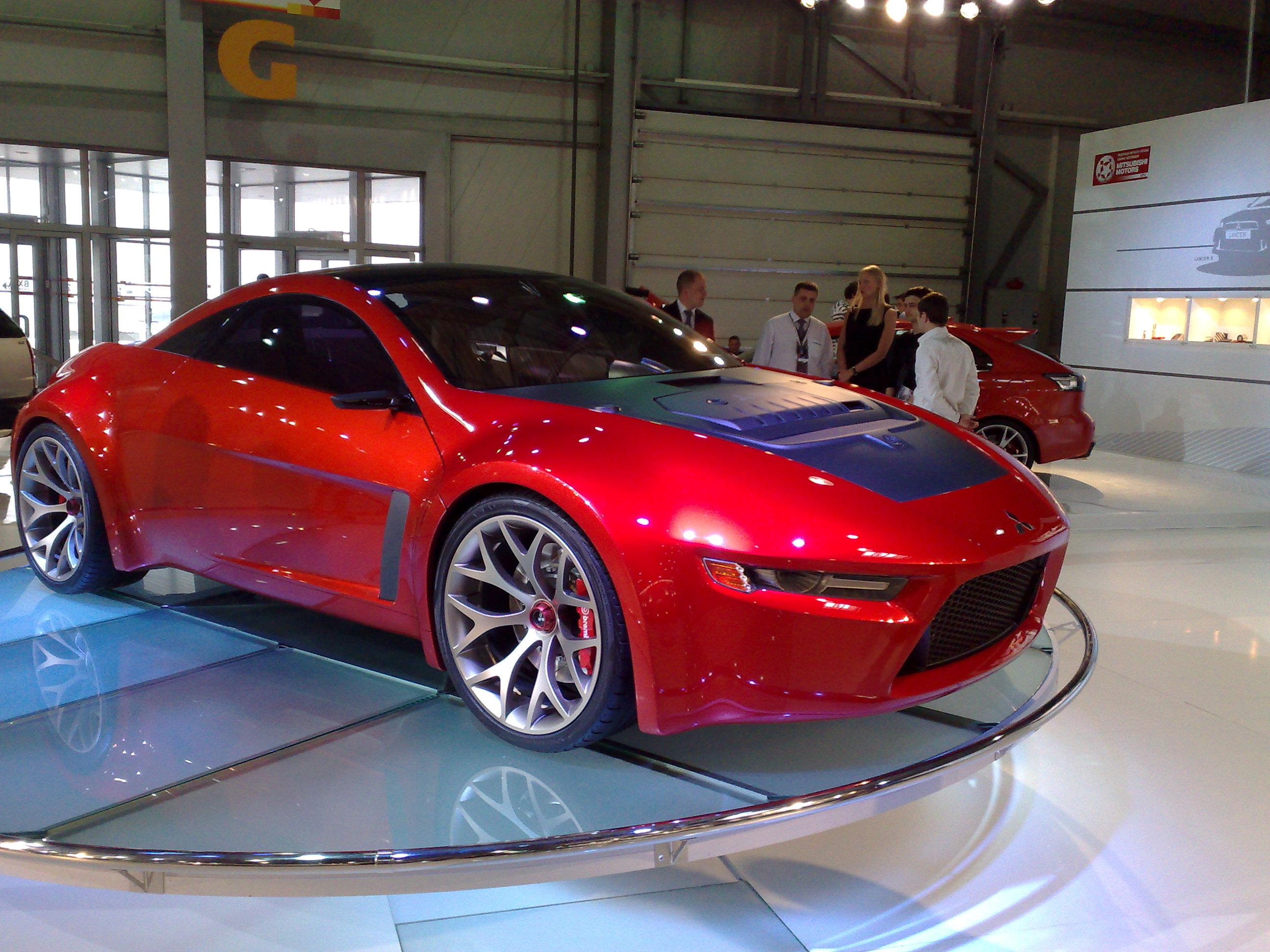
コンセプトRA

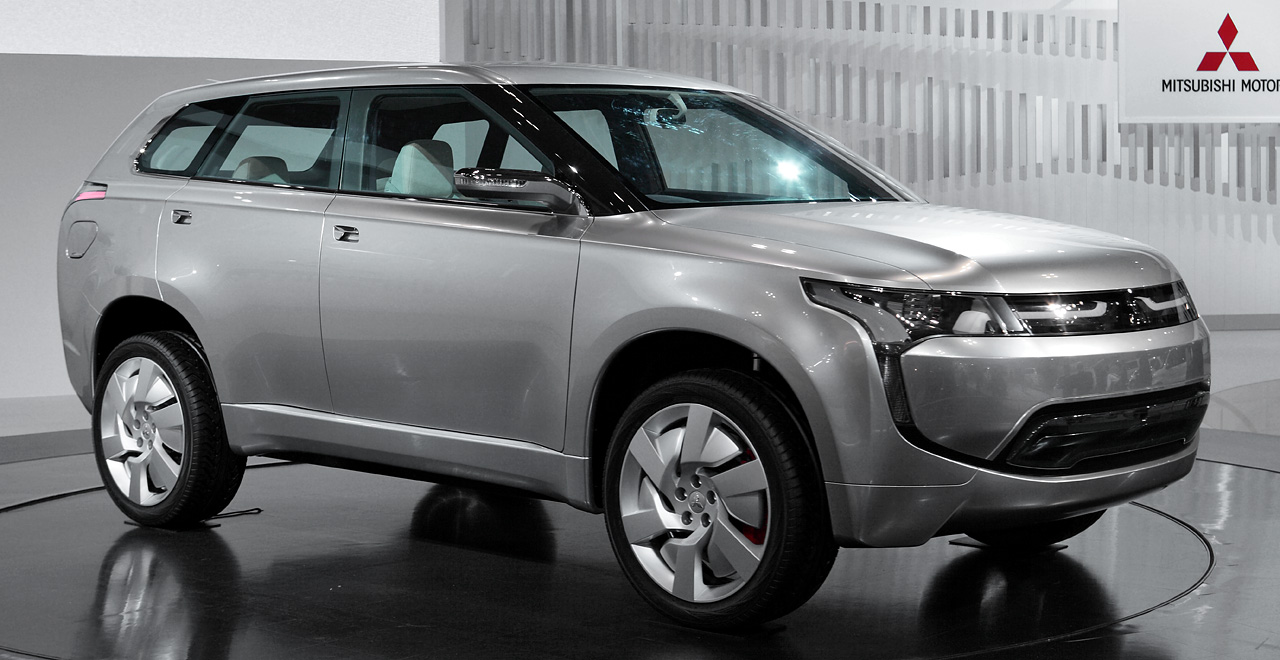
コンセプトPX-MiEV
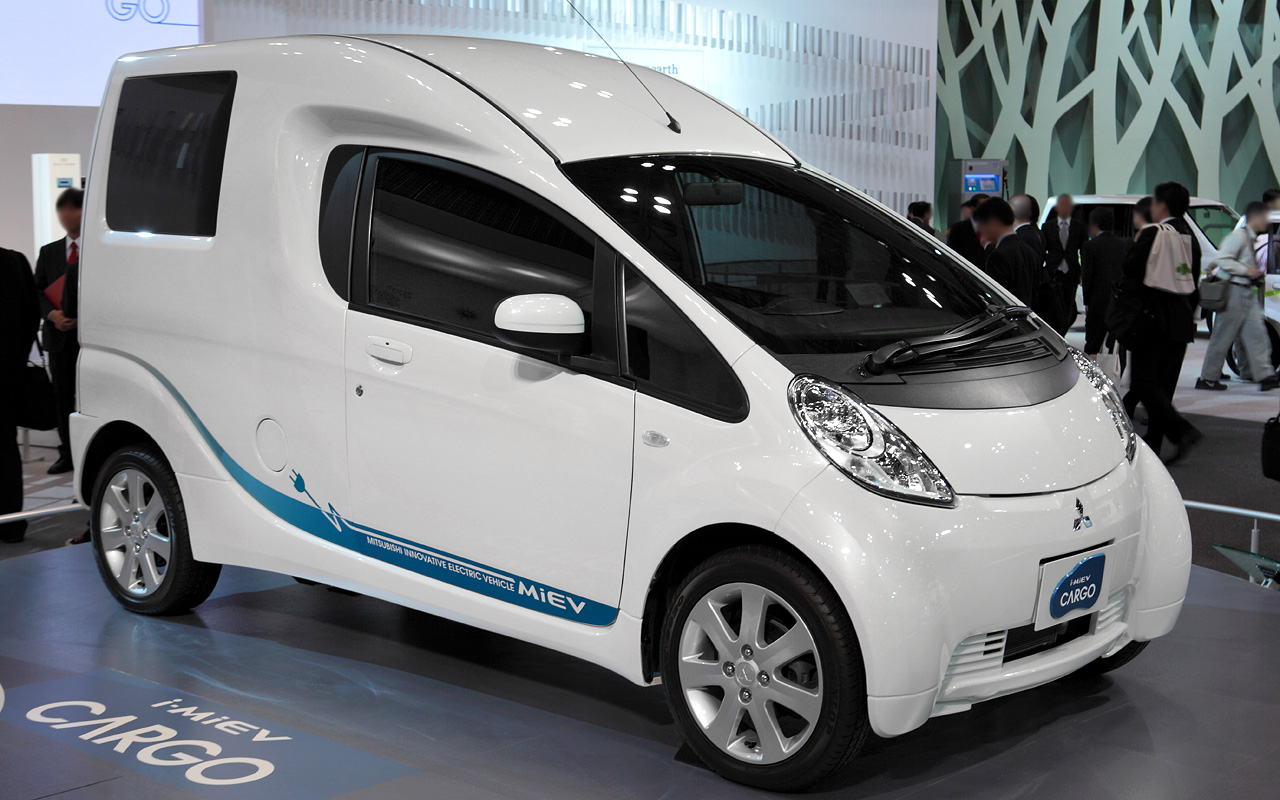
i-MiEVカーゴ

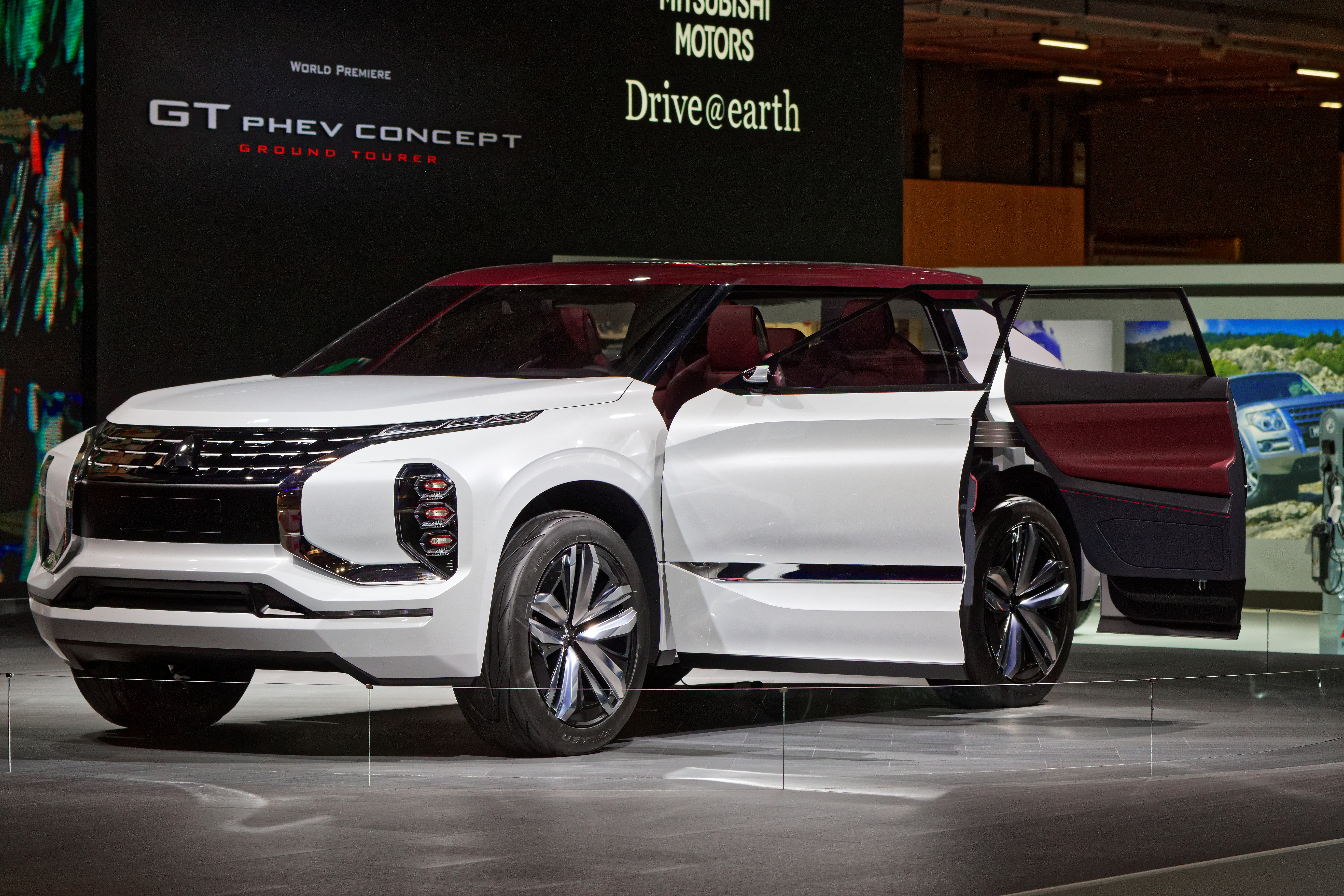
GT-PHEVコンセプト
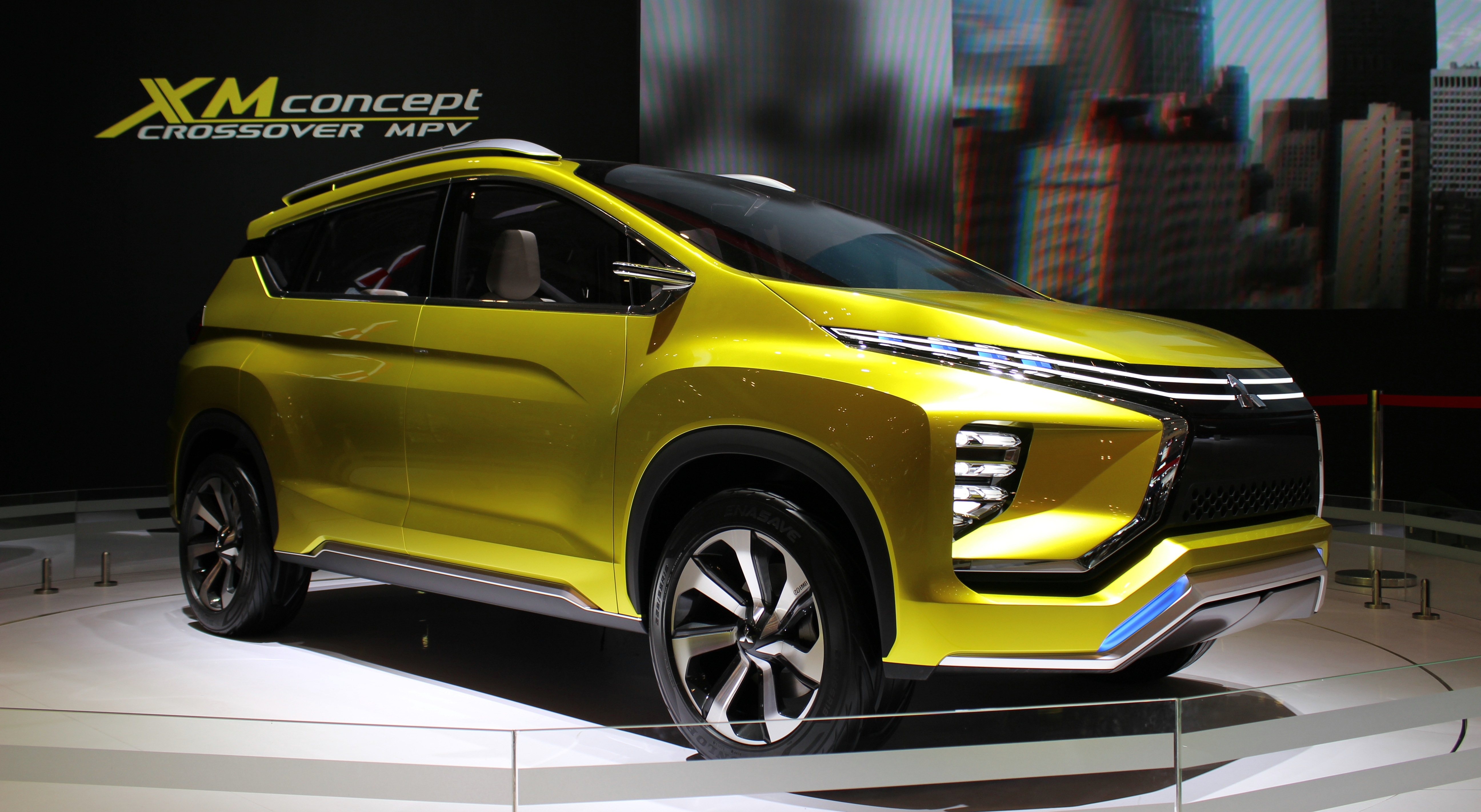
XMコンセプト

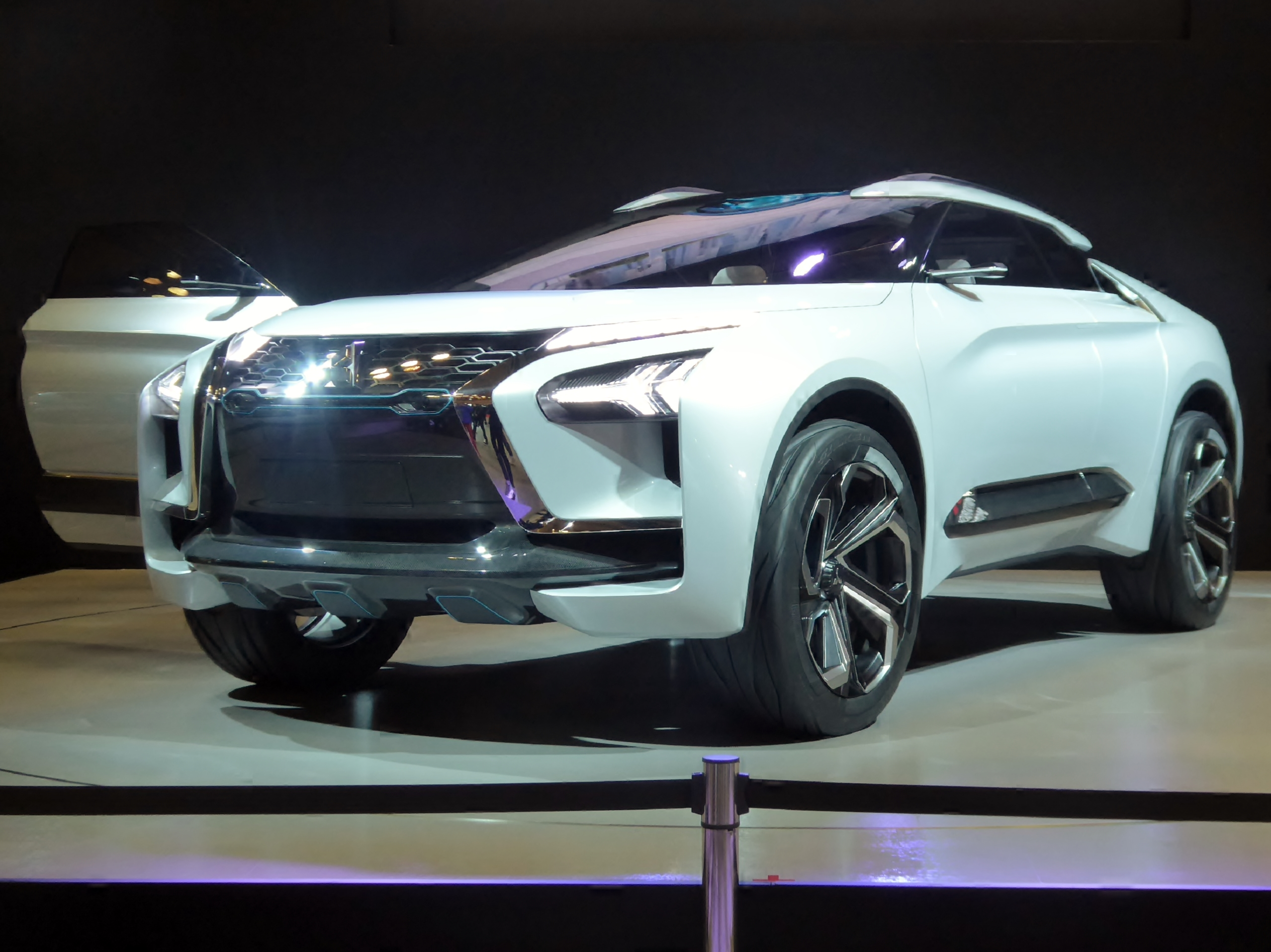
eエボリューションコンセプト

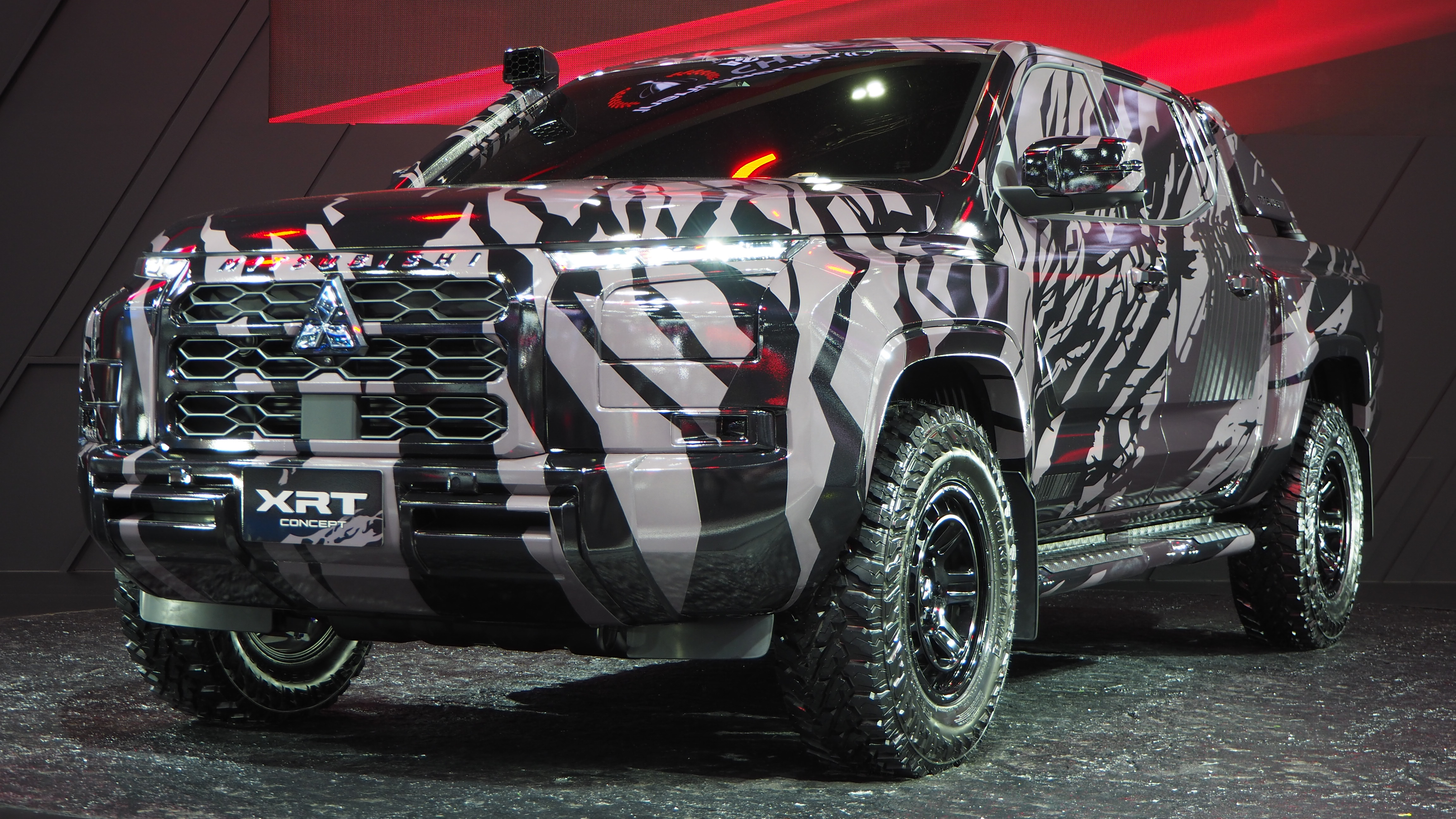
XRT
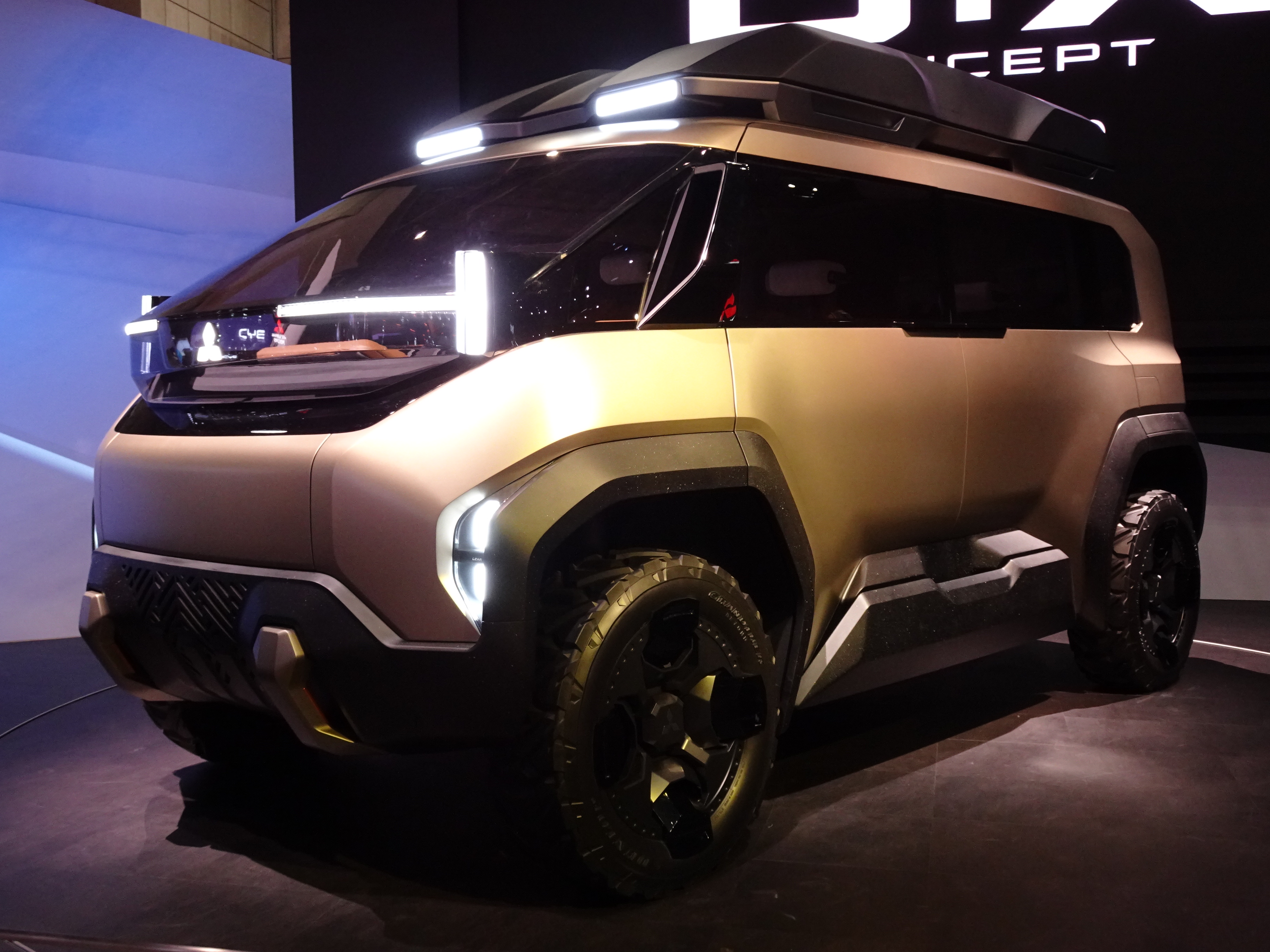
D:X

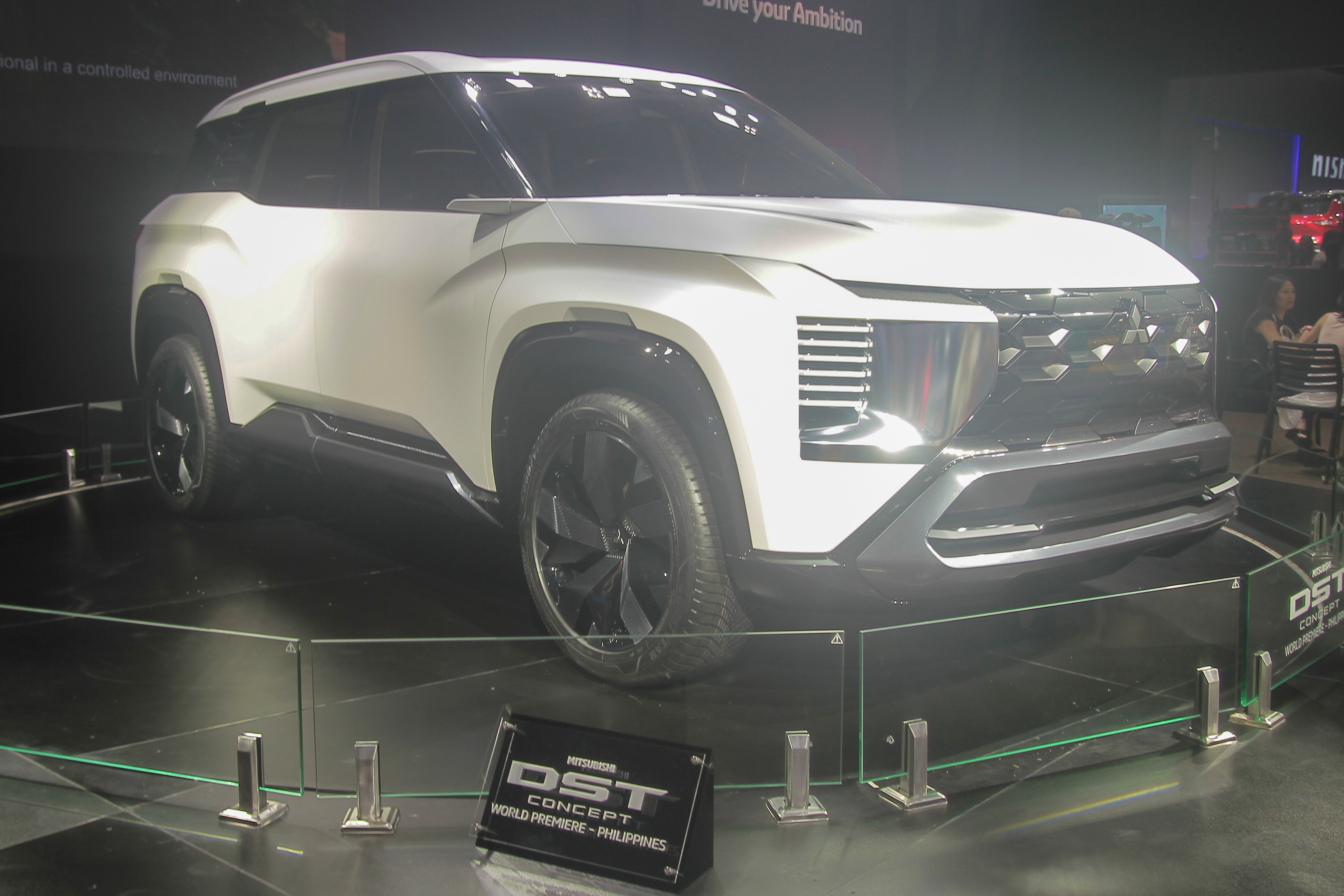
DST

1937年

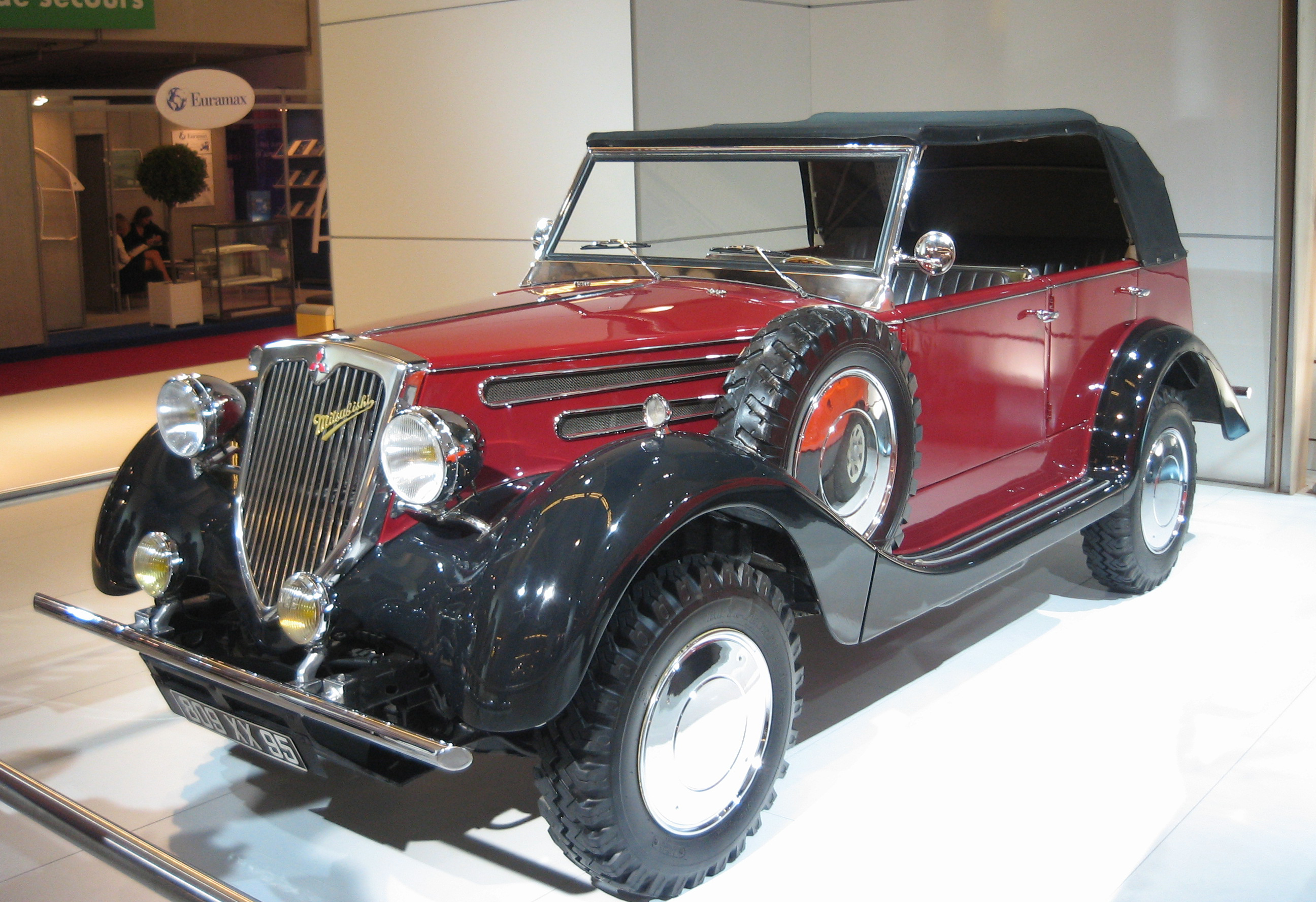
PX33

1962年
- コルト600（オープンカー）

1973年
- パジェロI[注 1]

1979年
- SSW
- パジェロII[注 2]

1985年
- MP-90X

1987年
- HSR（英語版）

1988年
- X2S

1989年
- HSX
- RVRコンセプト
- HSR-II

1991年
- HSR-III

- mR. 1000
- mS. 1000

1993年
- パジェロフィールドガード

- HSR-IV
- リベロEV
- ESR（英語版）
- リンクス
- MUM 500

1995年
- HSR-V
- ガウス（英語版）

- マウス
- ゾウス

1997年
- HSR-VI
- テクナス
- マイア
- TETRA（英語版）

1998年
- SST

1999年
- SSU

- SUW
- FTO-EV

2000年
- SSS

2001年
- RPM 7000
- パジェロエボリューション

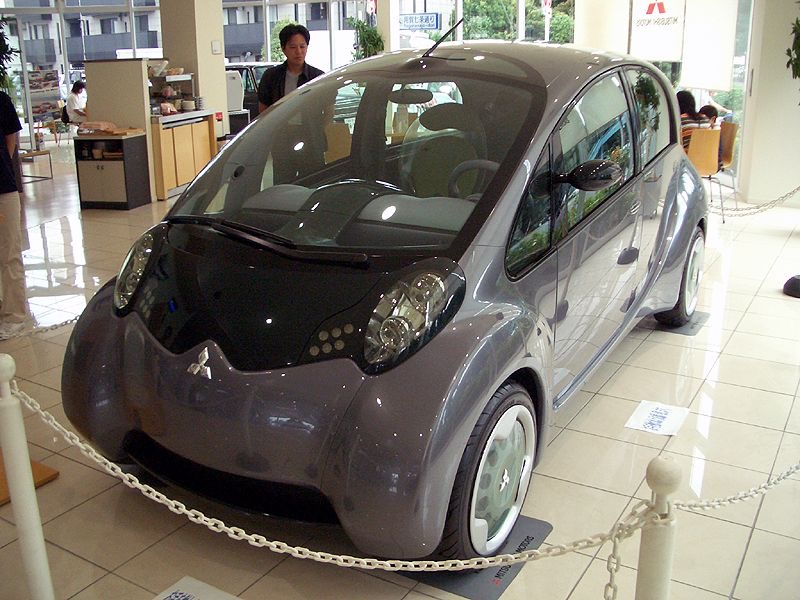
"i"コンセプト
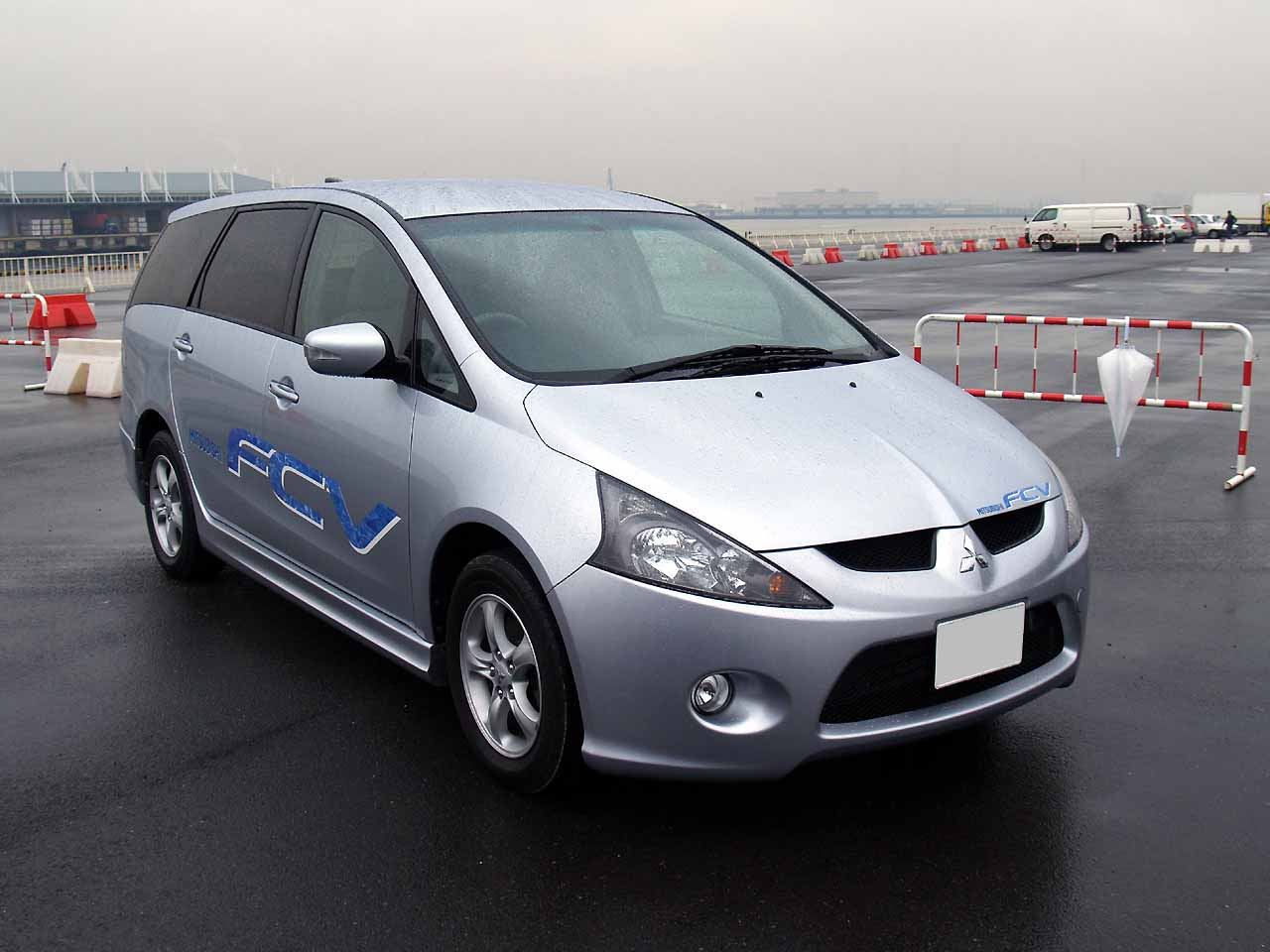
グランディスFCV

- 三菱・ASX
- CZ2
- CZ3ターマック
- スペースライナー
- SUP
- エクリプスEV

2003年
- "i"コンセプト
- グランディスFCV

- グランディスFCV
- ターマックスパイダー
- CZ2カブリオレ
- Se-Ro

2004年
- エクリプス コンセプトE

- エクリプス コンセプトE
- スポーツトラックコンセプト

2005年

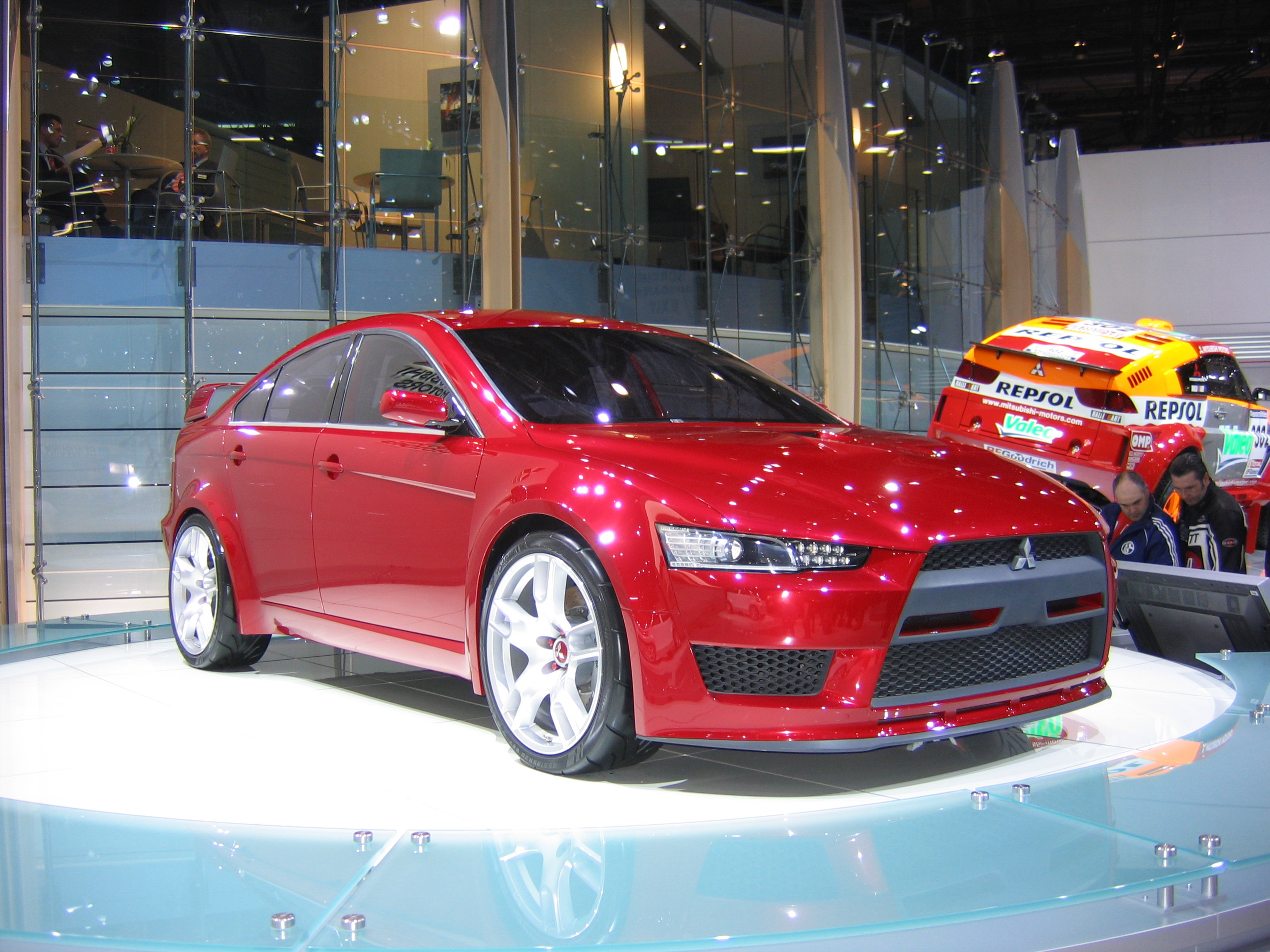
コンセプトX

- ネッシー
- Goku Shin Ka
- コンセプトスポーツバック
- コルトEV
- コンセプトD-5

2006年
- コンセプトCT
- コンセプトEZ

2007年
- コンセプトcX
- コンセプトZT
- i-MiEVスポーツ

- エボランダ―

2008年
- コンセプトRA

- プロトタイプS

2009年
- コンセプトPX-MiEV
- i-MiEVカーゴ

2011年

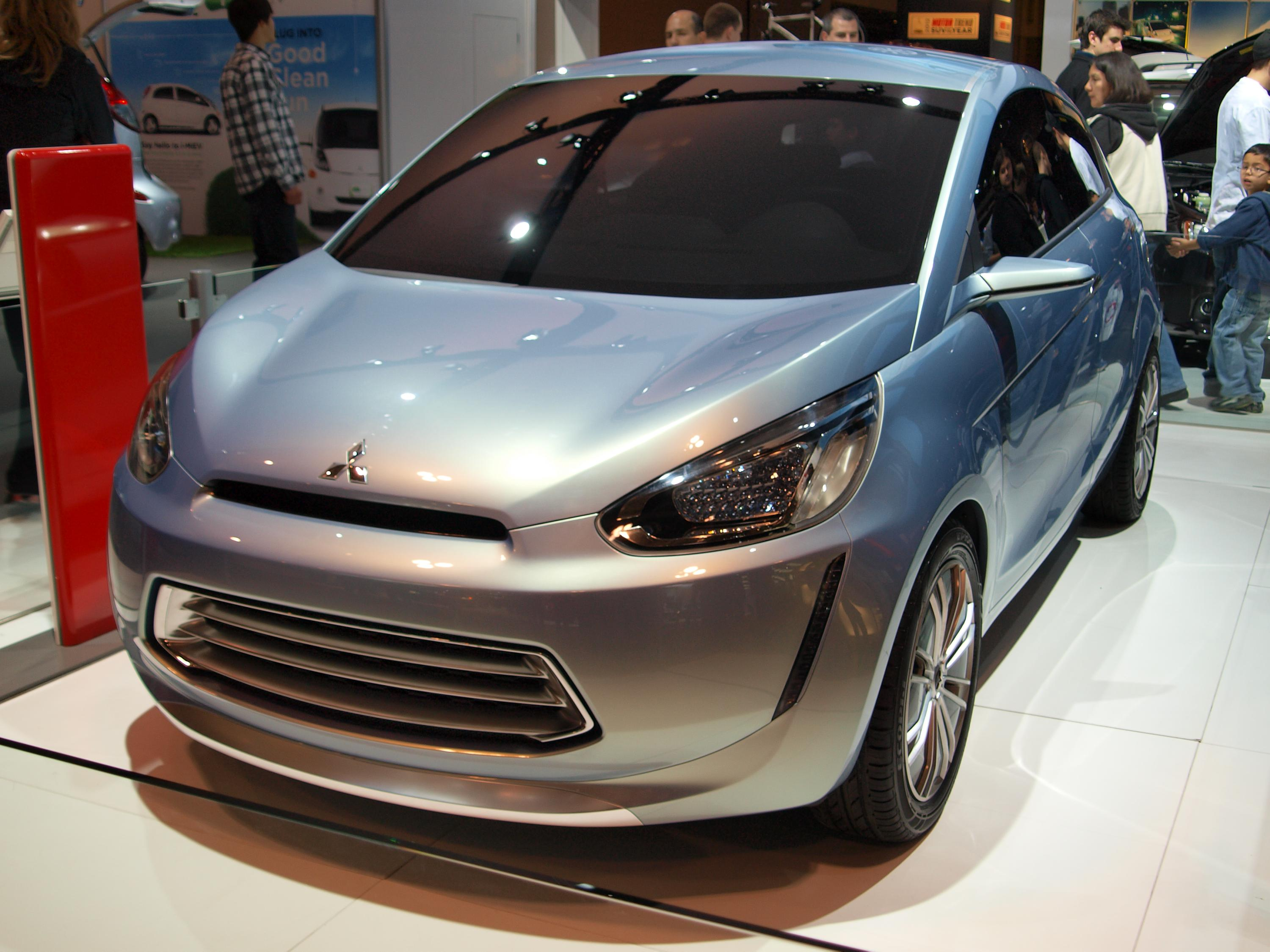
コンセプト・グローバル・スモール
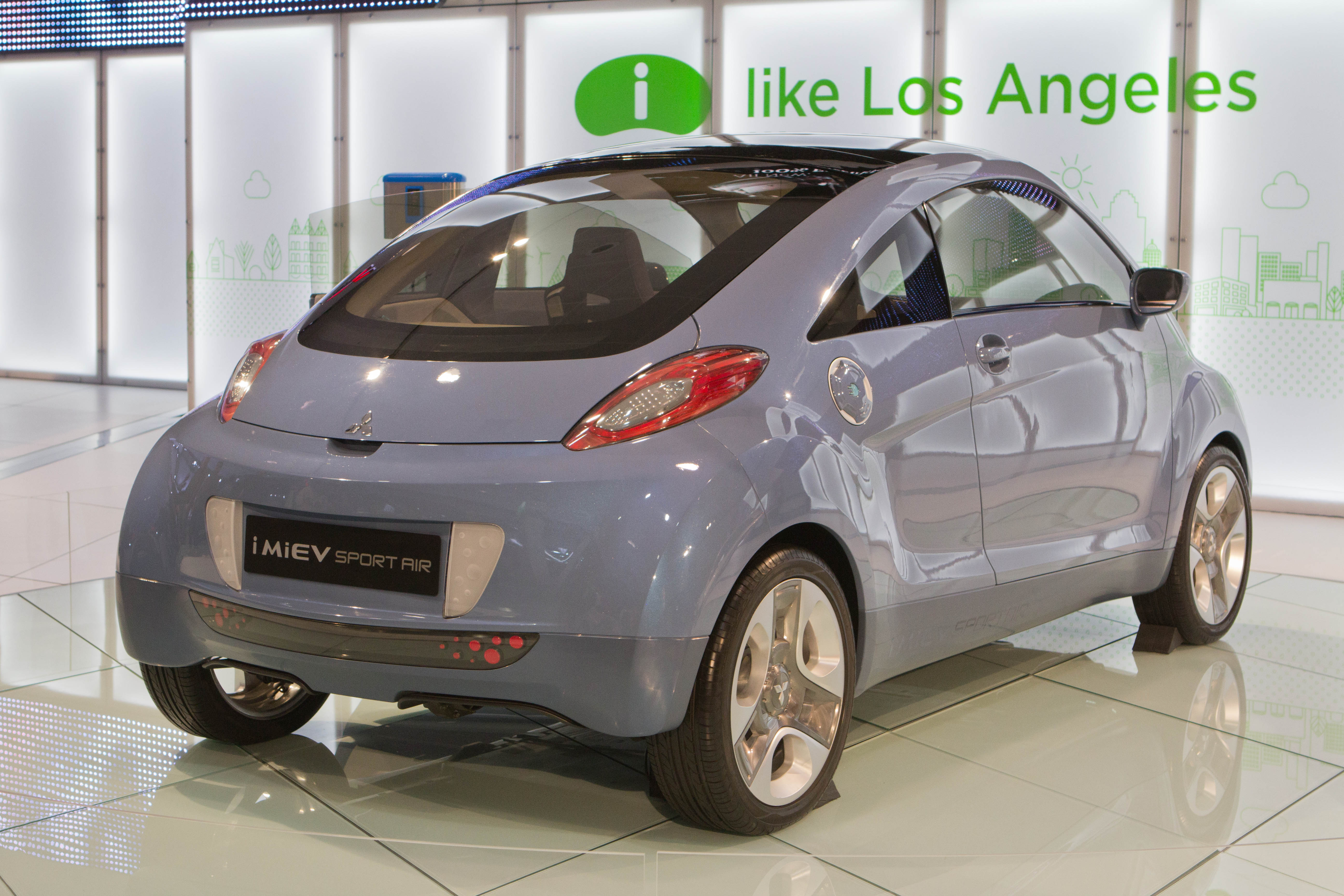
i-MiEVスポーツエア

2012年
- MiEVエボリューション

2013年

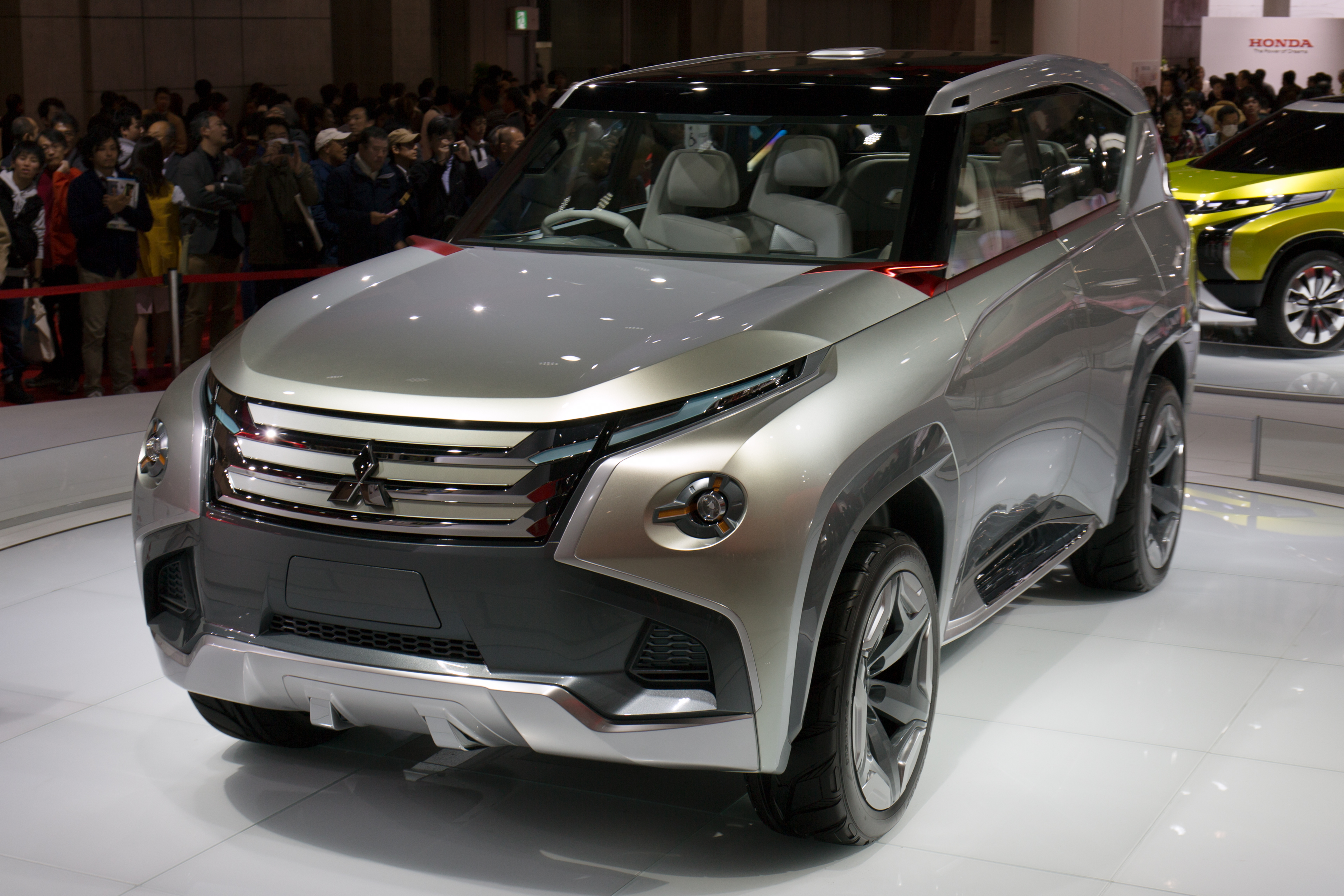
コンセプトGC-PHEV
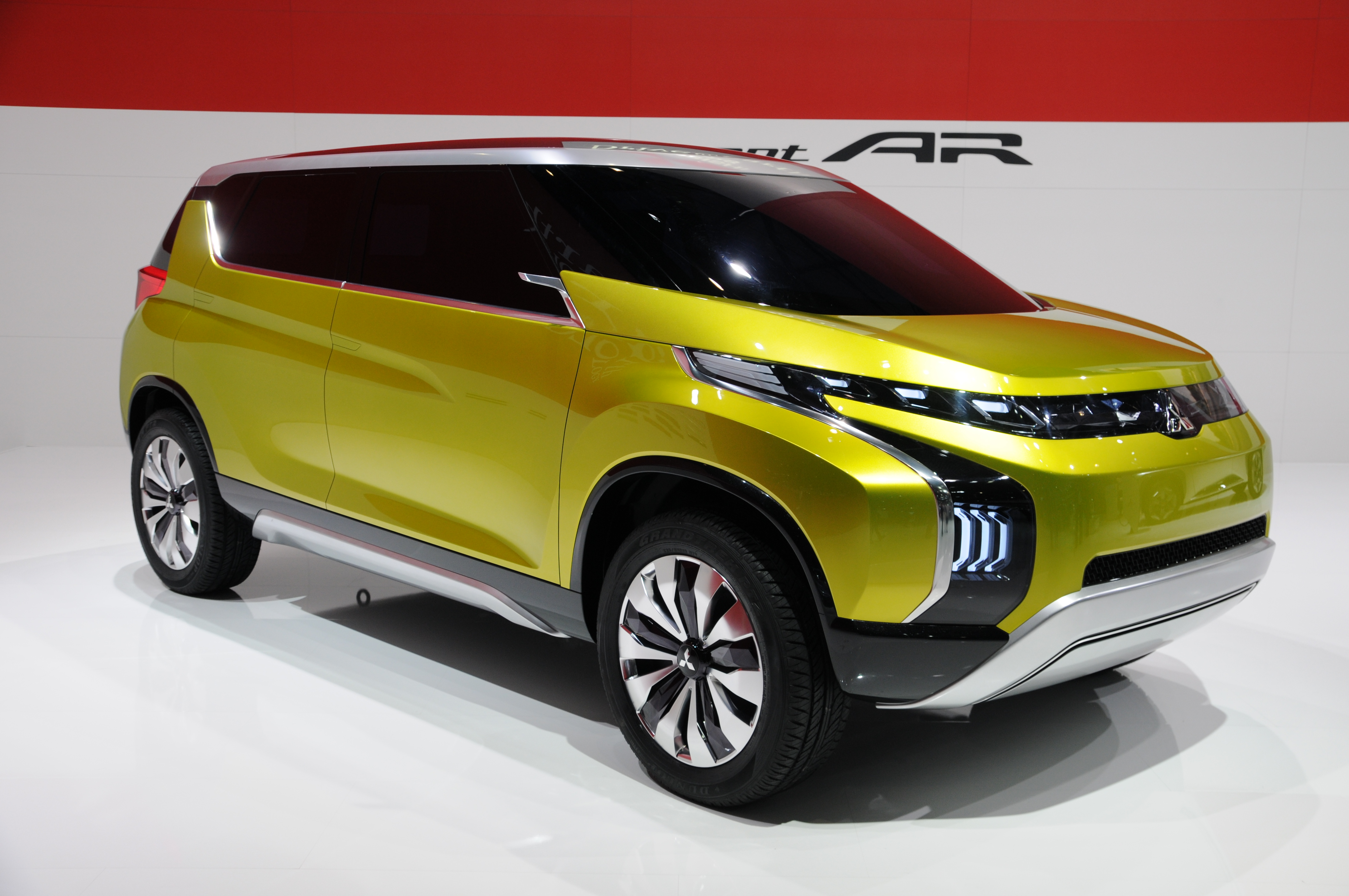
コンセプトAR
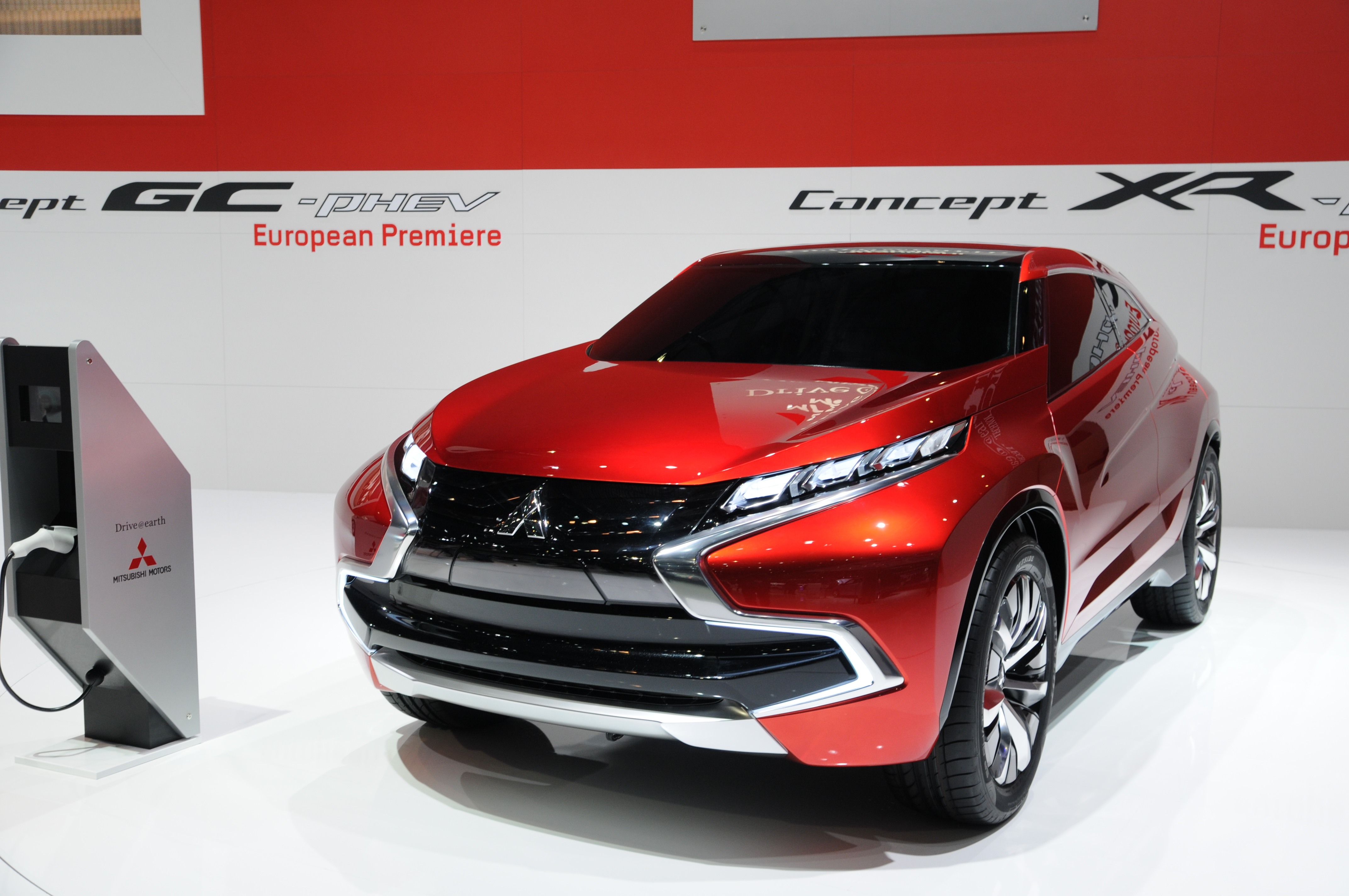
コンセプトXR-PHEV
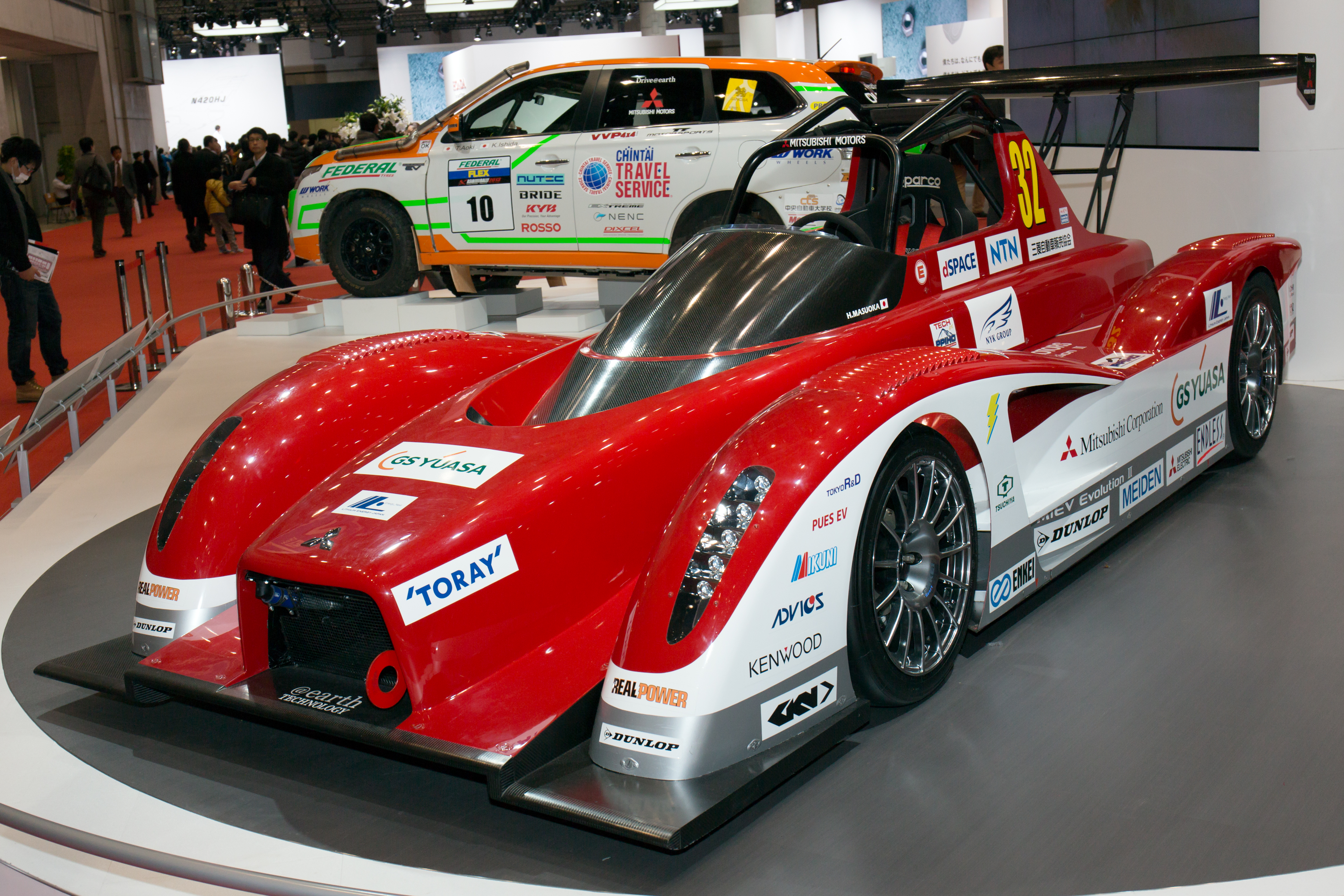
MiEVエボリューションII

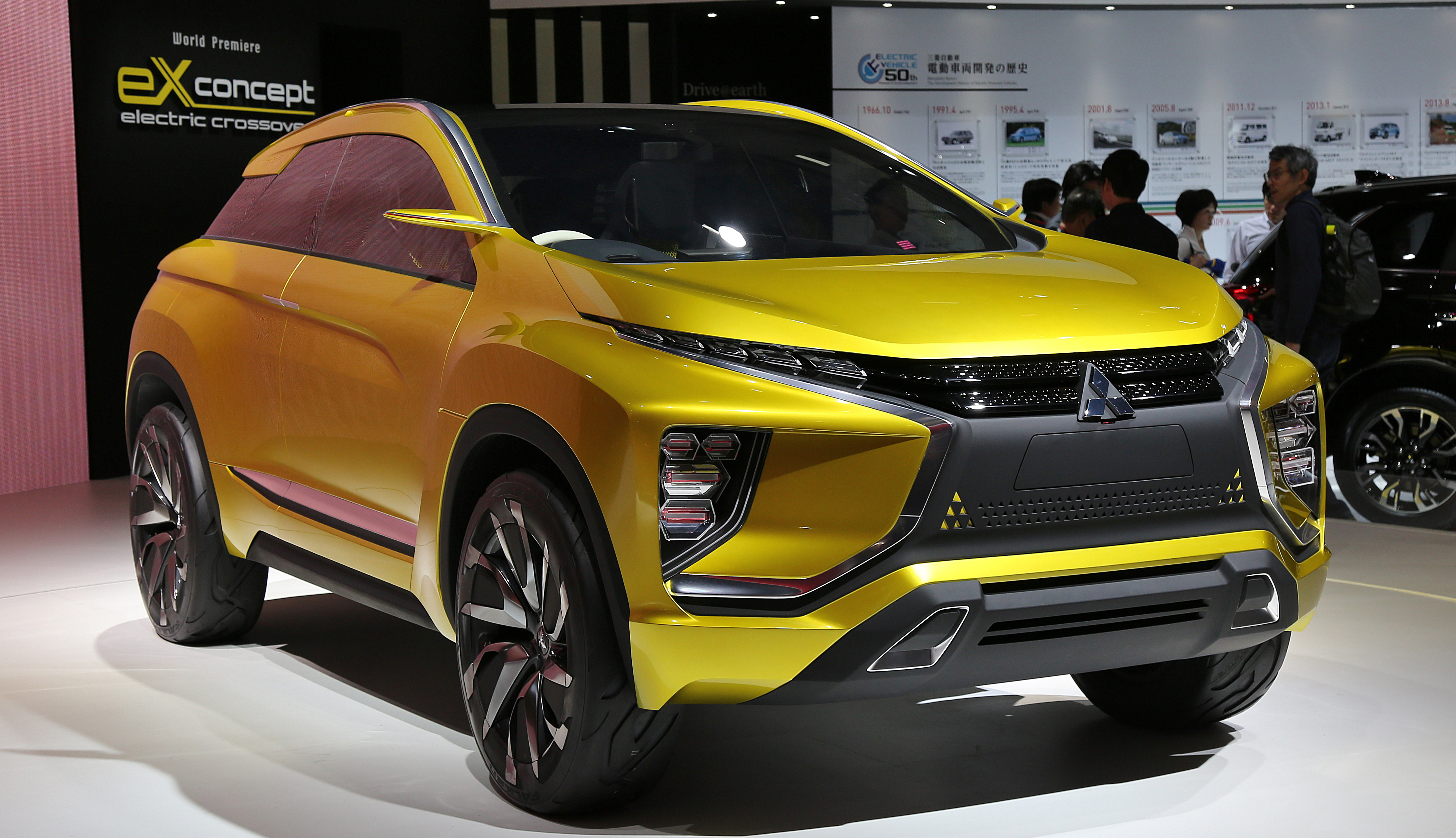
コンセプトG4
- コンセプトGR-HEV
- コンセプトCA-MiEV

2014年
- MiEVエボリューションIII
- コンセプトXR-PHEVエボリューション Vision Gran Turismo

2015年
- eXコンセプト

- コンセプトXR-PHEV II

2016年
- GT-PHEVコンセプト
- XMコンセプト

2017年
- eエボリューションコンセプト

- Re-Model A

2019年

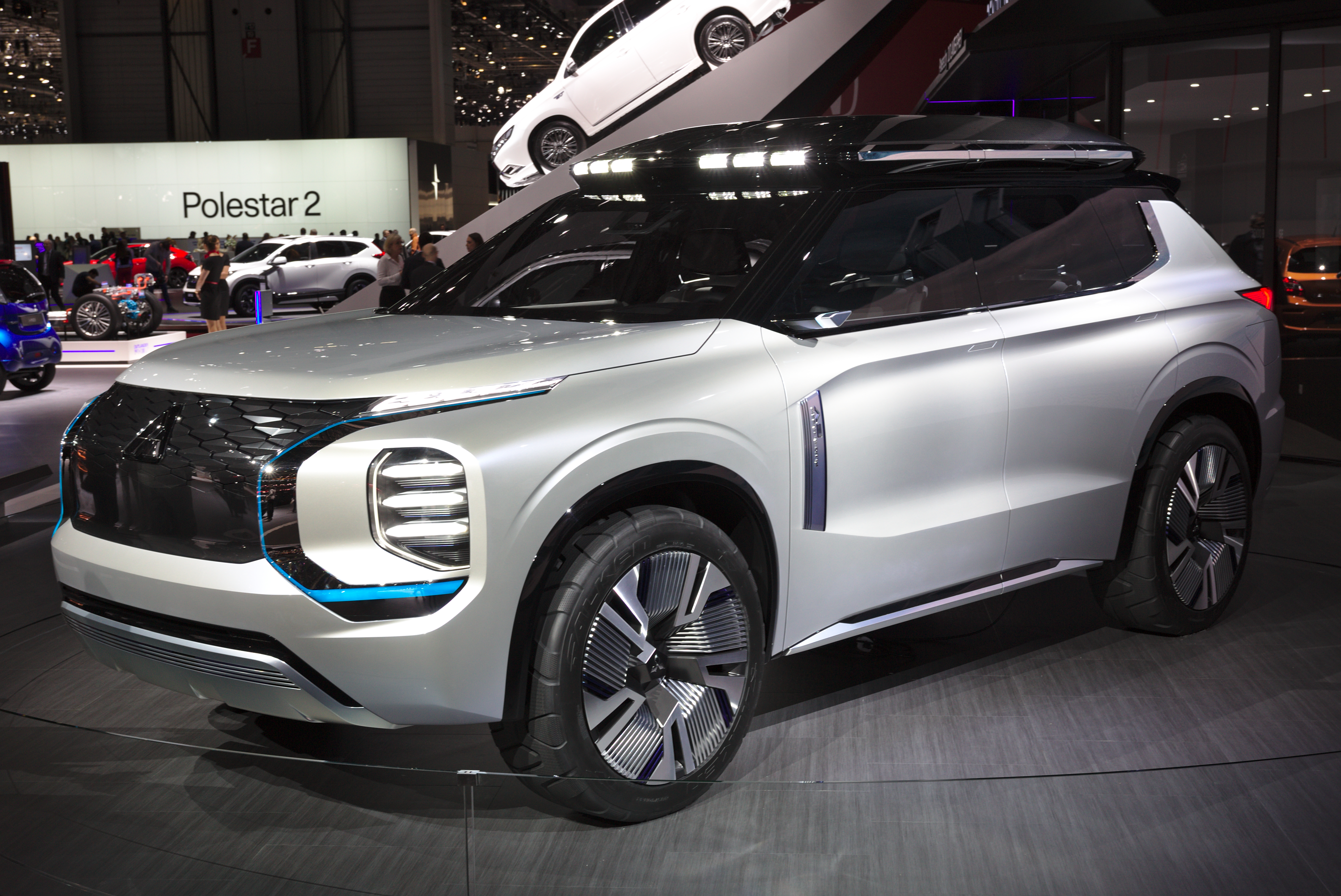
エンジェルバーグツアラー
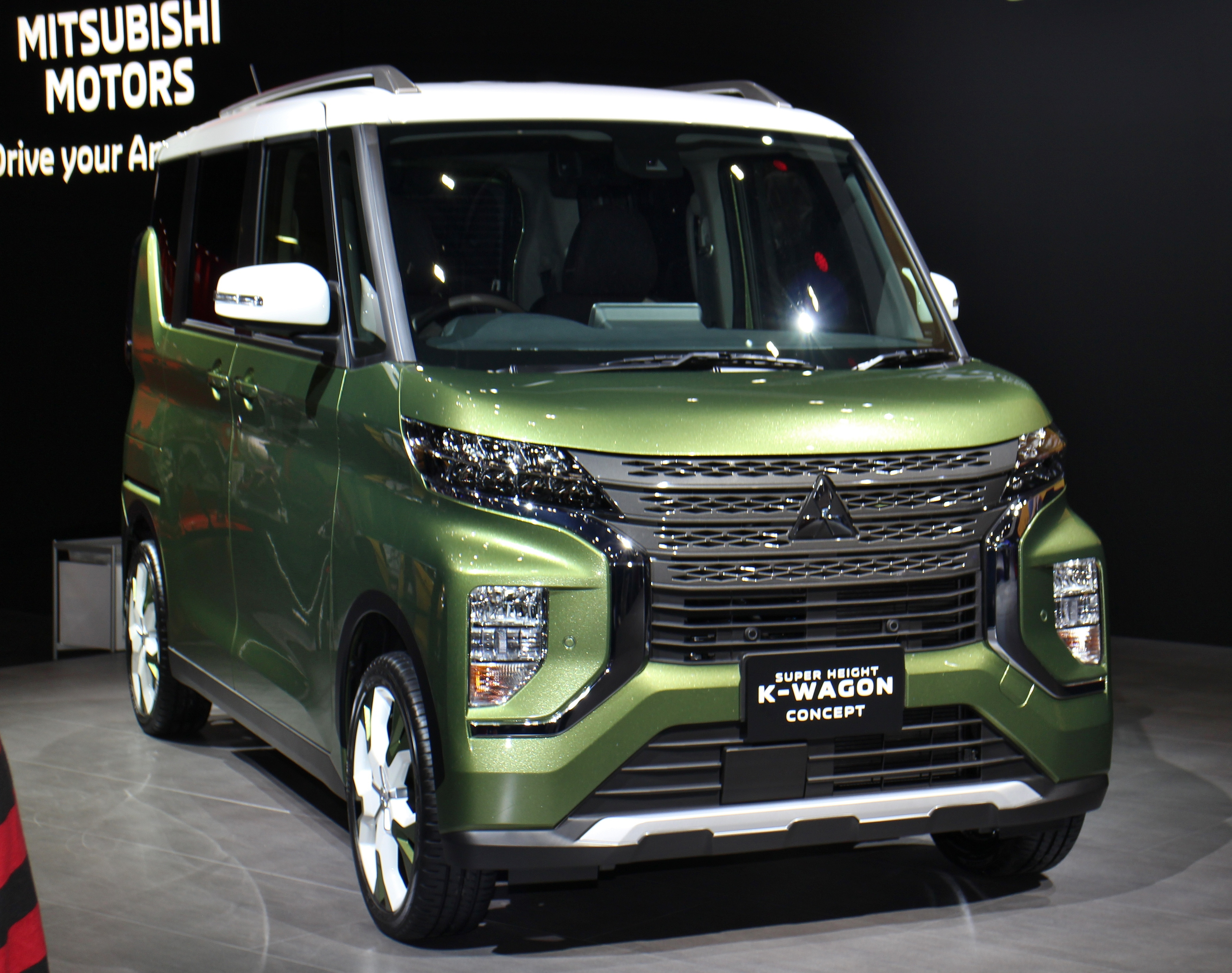
スーパーハイトワゴン・Kワゴンコンセプト
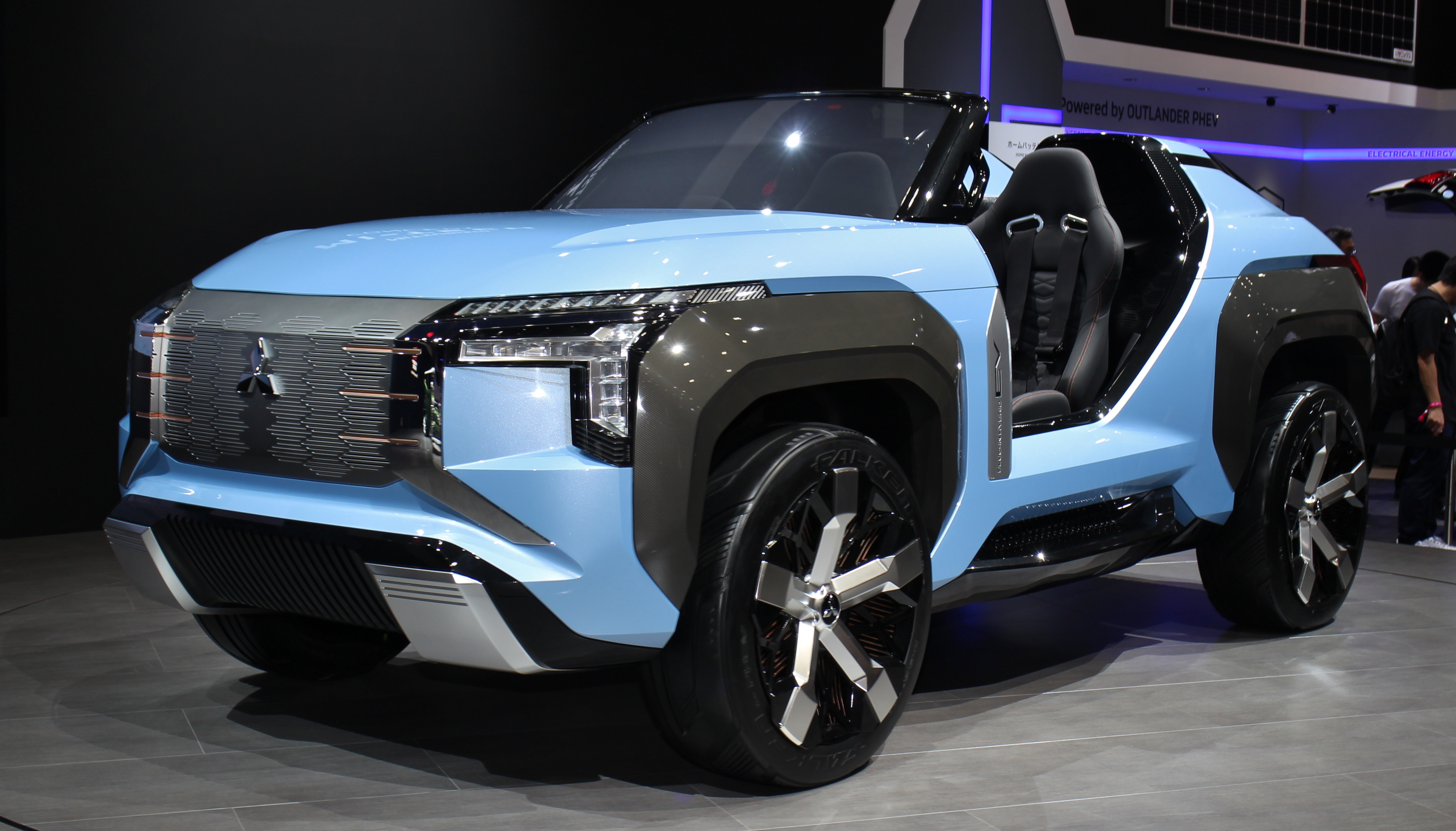
MI-TECHコンセプト

- トライトン・アブソリュート
- ショウグンスポーツ / パジェロスポーツ SVPコンセプト

2022年

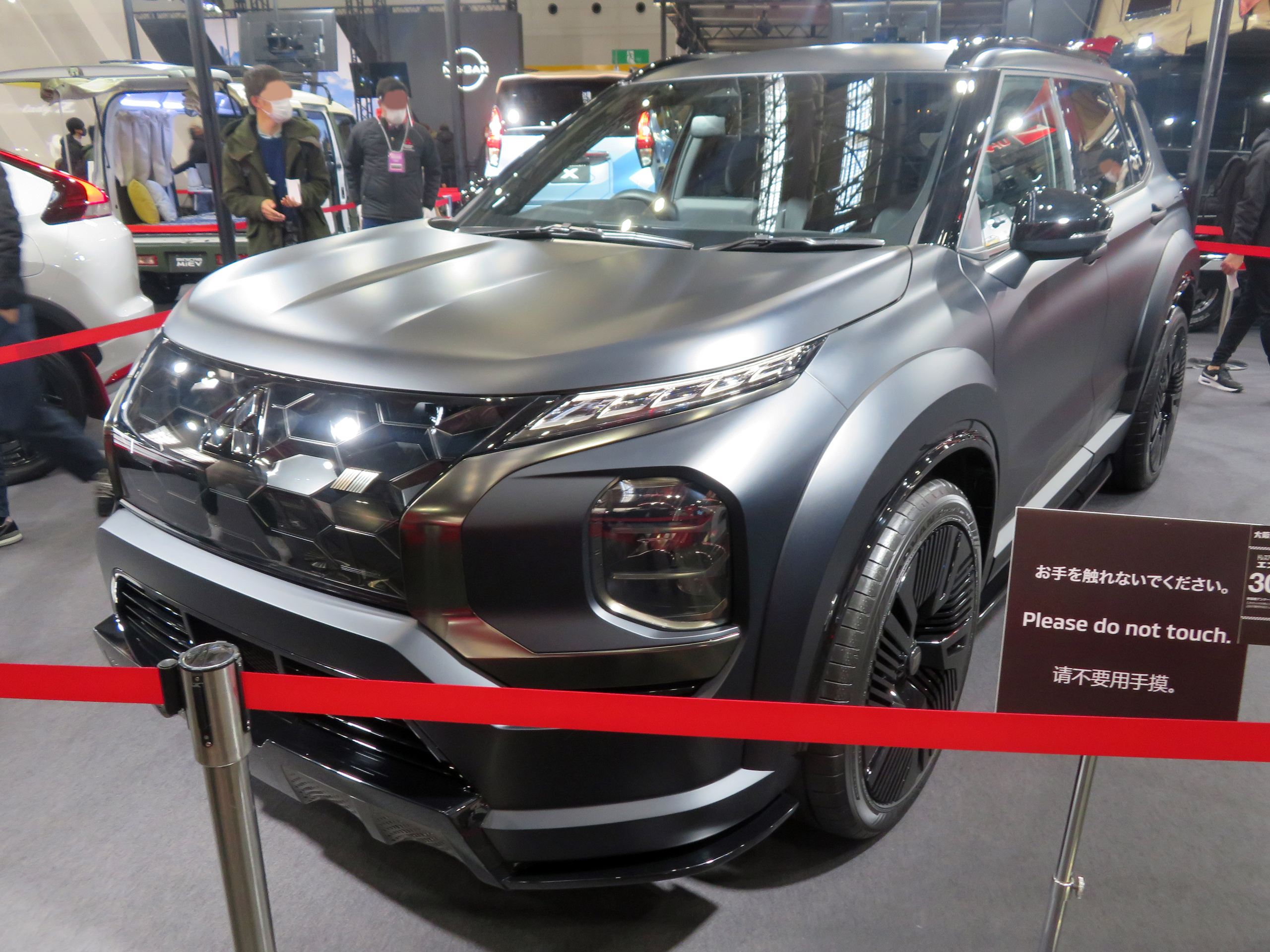
VISON RALLIART CONCEPT
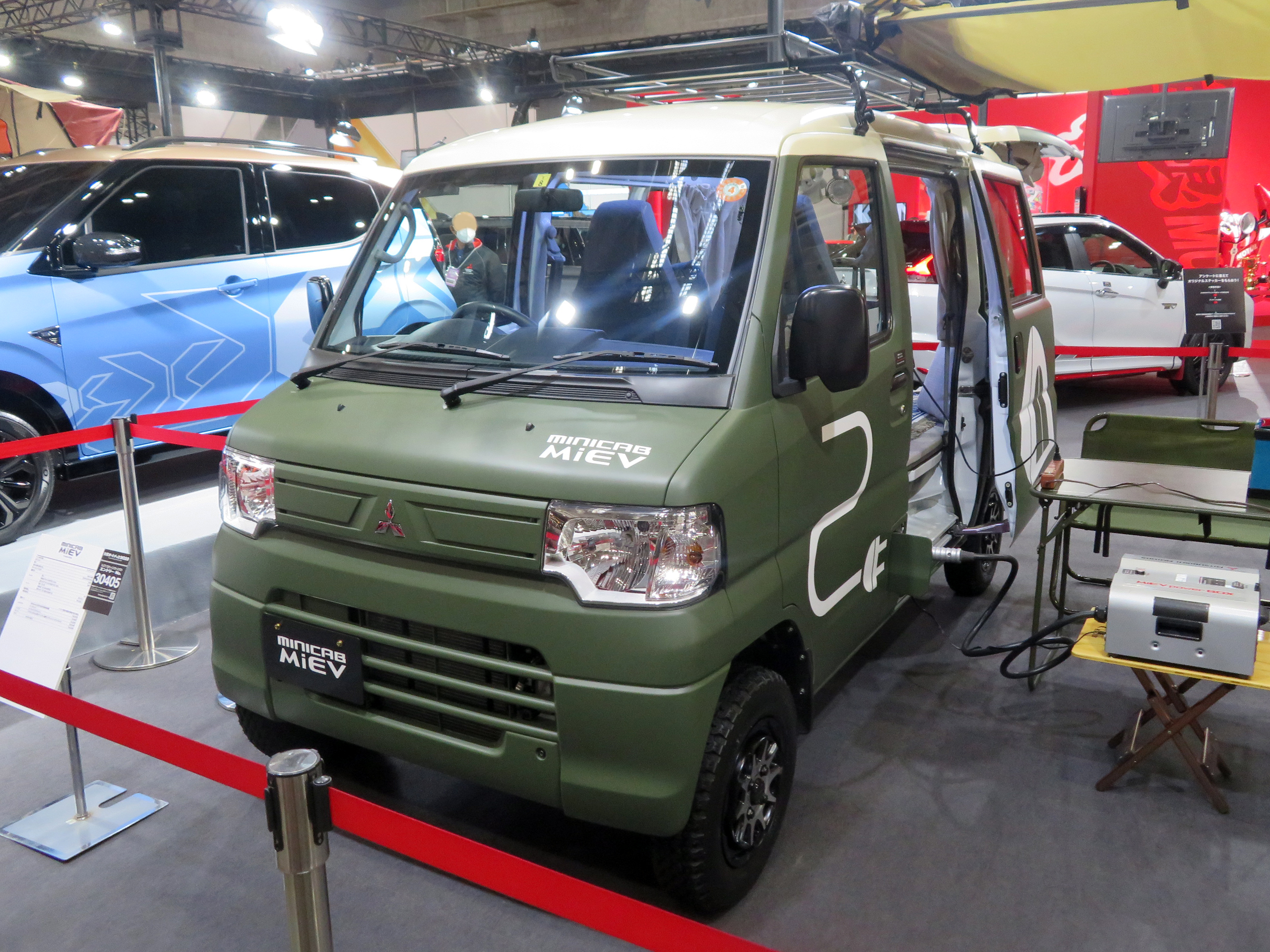
ミニキャブMiEV Bレジャースタイル
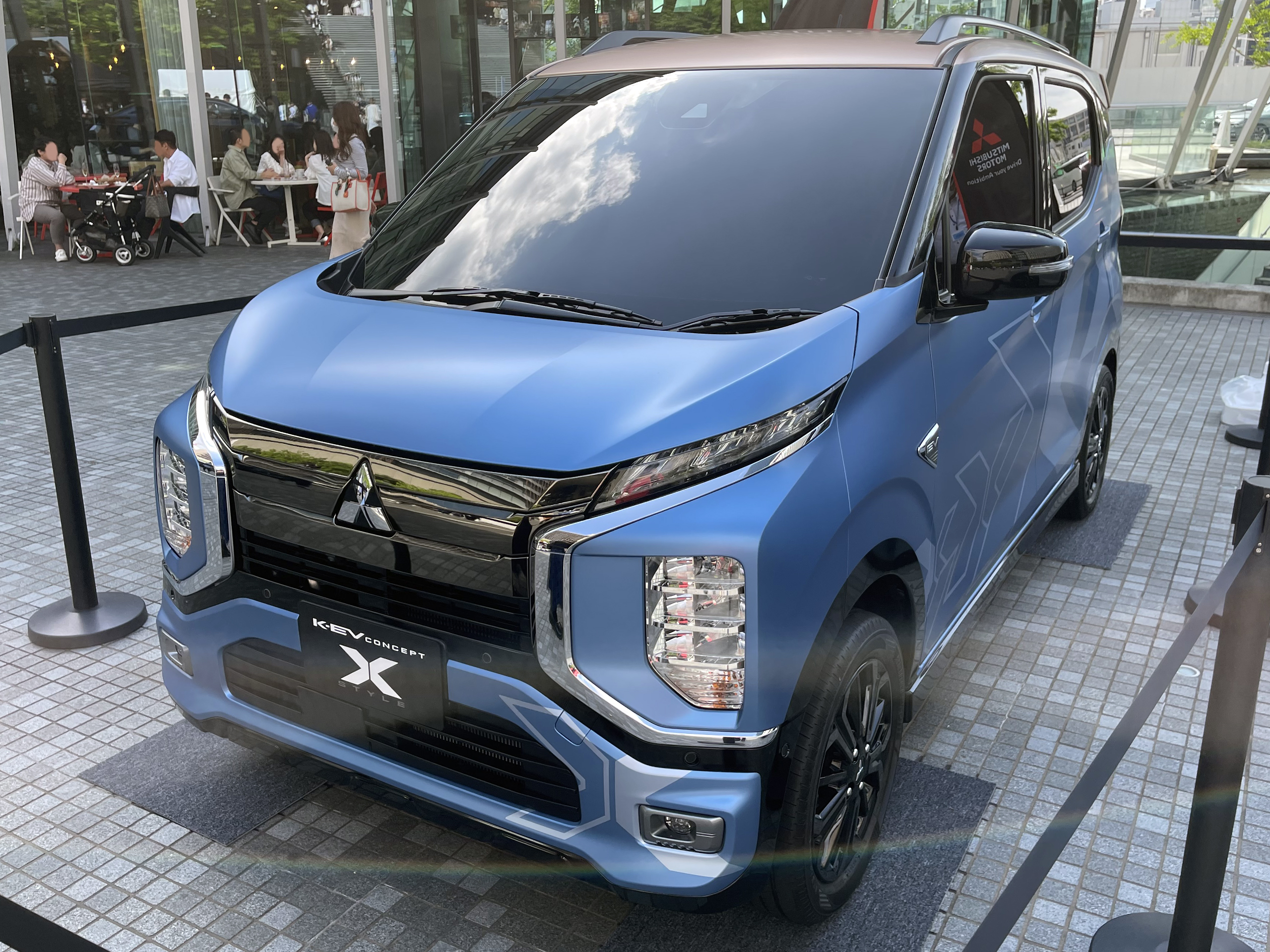
K-EVコンセプト・Xスタイル
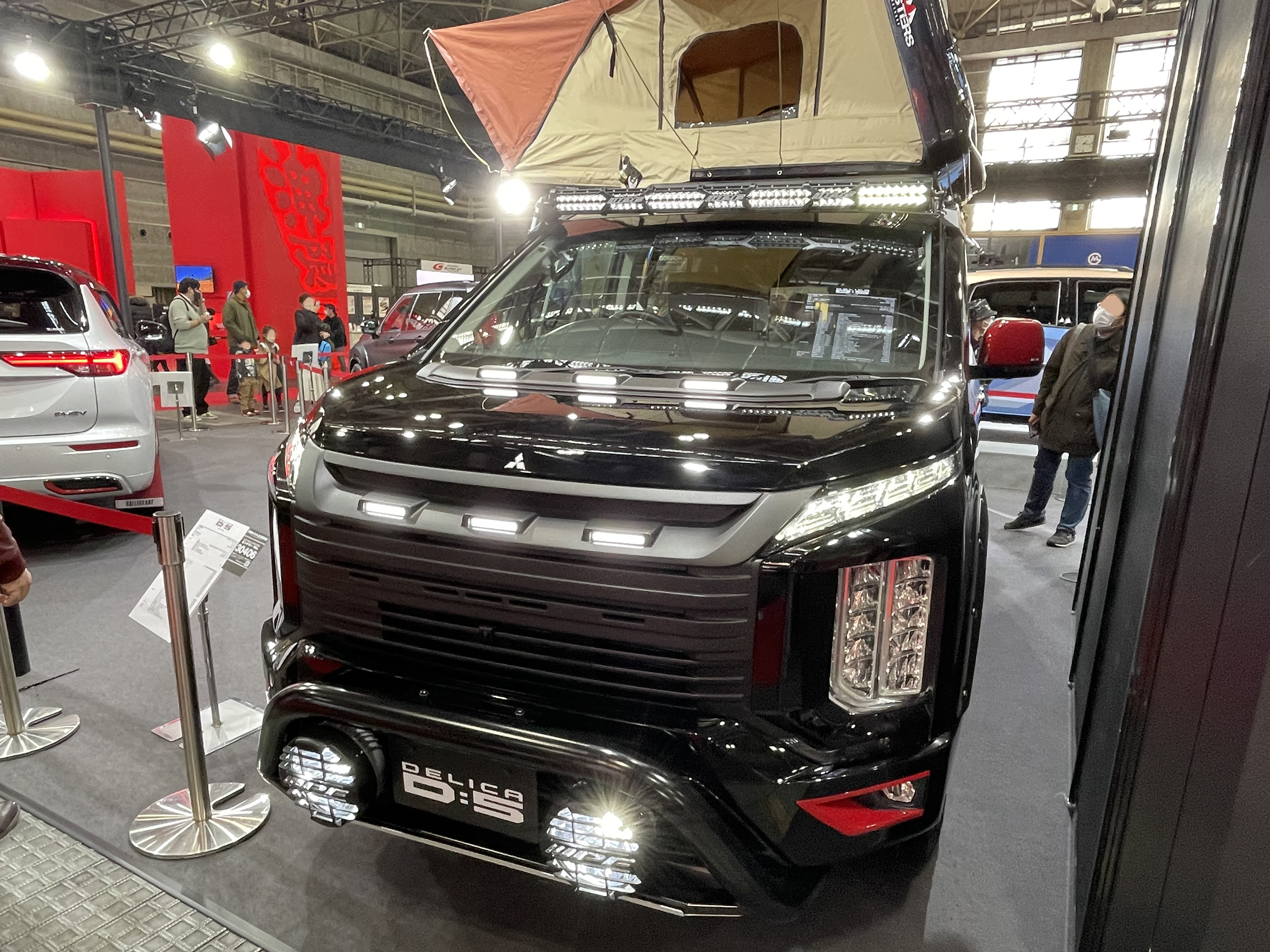
デリカD:5 Tough×Tough
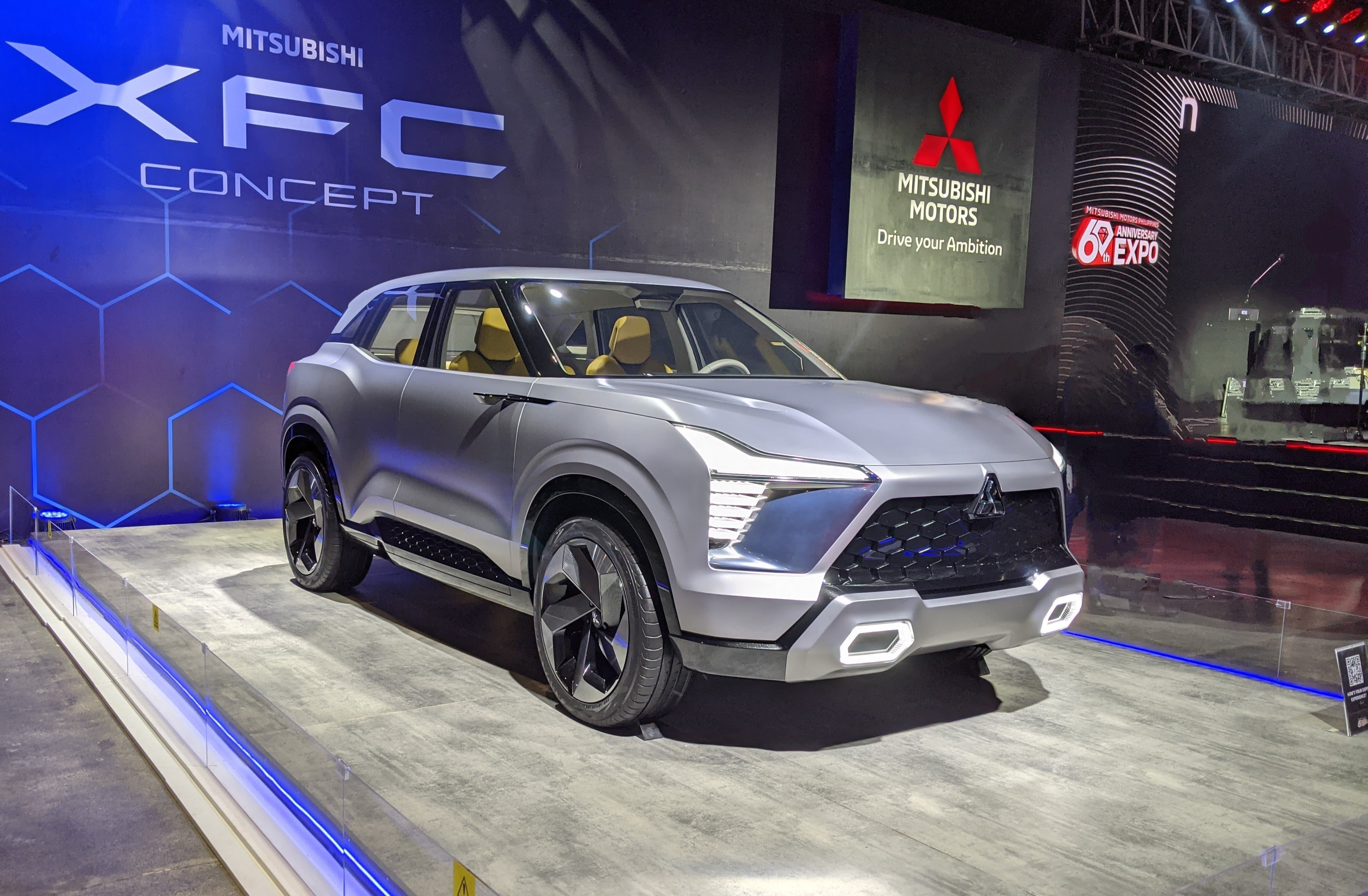
XFC

2023年
- XRT
- D:X

2024年
- DST